# 日光二荒山神社
日光二荒山神社（にっこうふたらさんじんじゃ）は、栃木県日光市にある神社。日光の氏神神社であり、式内社（名神大社）論社、下野国一宮。旧社格は国幣中社で、現在は神社本庁の別表神社。
宗教法人登記上の正式名称は「二荒山神社」であるが、宇都宮市の二荒山神社（宇都宮二荒山神社）との区別のために地名を付して「日光二荒山神社」と称される。古くは「日光三社権現」と称された。
二荒山神社の境内は東照宮、輪王寺の境内とともに「日光山内」として国の史跡に指定され、「日光の社寺」として世界遺産に登録されている。

## 概要
関東平野北部、栃木県北西にそびえる日光連山の主峰・日光三山を神体山として祀る神社である。境内は次の3ヶ所からなる。
- 本社（栃木県日光市山内）
  - 本社 - 日光の社寺最奥に鎮座。
  - 別宮本宮神社 - 日光の社寺入口、女峰山登山口入口。
  - 別宮滝尾神社 - 女峰山登山口入口奥。
- 中宮祠（栃木県日光市中宮祠） - 中禅寺湖畔。男体山表登山口入口。
- 奥宮（栃木県日光市中宮祠二荒山） - 男体山山頂。

日光三山は男体山（なんたいさん：古名を「二荒山（ふたらさん）」）・女峰山（にょほうさん）・太郎山からなり、二荒山神社ではそれぞれに神をあてて祀っている。三山のほか日光連山を境内地とし、面積は3,400haにも及び、その神域には華厳滝やいろは坂も含まれる。
二荒山神社は古来より修験道の霊場として崇敬された。江戸時代になり幕府によって日光東照宮等が造営されると二荒山神社も重要視され、現在の世界遺産・重要文化財指定の主な社殿が造営された。また、国宝指定の刀剣2口や多数の刀剣等の重要文化財を現在に伝えているほか、境内は国の史跡「日光山内」に包括されている。
境内には化灯籠や、神秘の湧水である二荒霊泉が存在する。

## 神社名
神社名「二荒山（ふたらさん）」の名の由来には諸説がある。
- 「補陀洛山」説 - 観音菩薩が住むとされる「補陀洛山（ふだらくさん）」が訛ったものといわれ、後に弘法大師空海がこの地を訪れた際に「二荒」を「にこう」と読み、「日光」の字を当てこの地の名前にしたとする。ただし、空海の来訪は伝承の域を出ない[3]。
- 男体山・女峰山2神の二神二現説[3]
- 暴風雨説[3]
- アイヌ語の「熊笹 = フトラ」説[3]

なお、男体山山頂遺跡の出土品から、鎌倉時代初期には「二荒」と「日光」が併用されていたことがわかっている。

## 祭神
主祭神は次の3柱。それぞれ日光三山の一山にあてられている。3神は「二荒山大神」と総称される。
| 神体山            | 祭神                                       | 関係 | 本地仏     | 標高    | 所在地                                 |
| ----------------- | ------------------------------------------ | ---- | ---------- | ------- | -------------------------------------- |
| 男体山 （二荒山） | 大己貴命（おおなむちのみこと）             | 父   | 千手観音   | 2,486 m | 北緯36度46分5.1秒 東経139度29分14.3秒  |
| 女峯山            | 田心姫命（たごりひめのみこと）             | 母   | 阿弥陀如来 | 2,464 m | 北緯36度48分41.2秒 東経139度32分11.3秒 |
| 太郎山            | 味耜高彦根命（あじすきたかひこねのみこと） | 子   | 馬頭観音   | 2,368 m | 北緯36度49分4.1秒 東経139度28分57.9秒  |

これらの山々は神体山、いわゆる神奈備であり、霊峰として古くから信仰されてきた。この日光の神々は「日光三山」「日光三所大権現」などと呼ばれ、親子の山と考えられてきた。
二荒山神に現在の人格神があてられたのは12世紀頃だとされる。さらには本地垂迹説により上記のような諸仏があてられ、輪王寺では現在もこれら諸仏を祀っている。

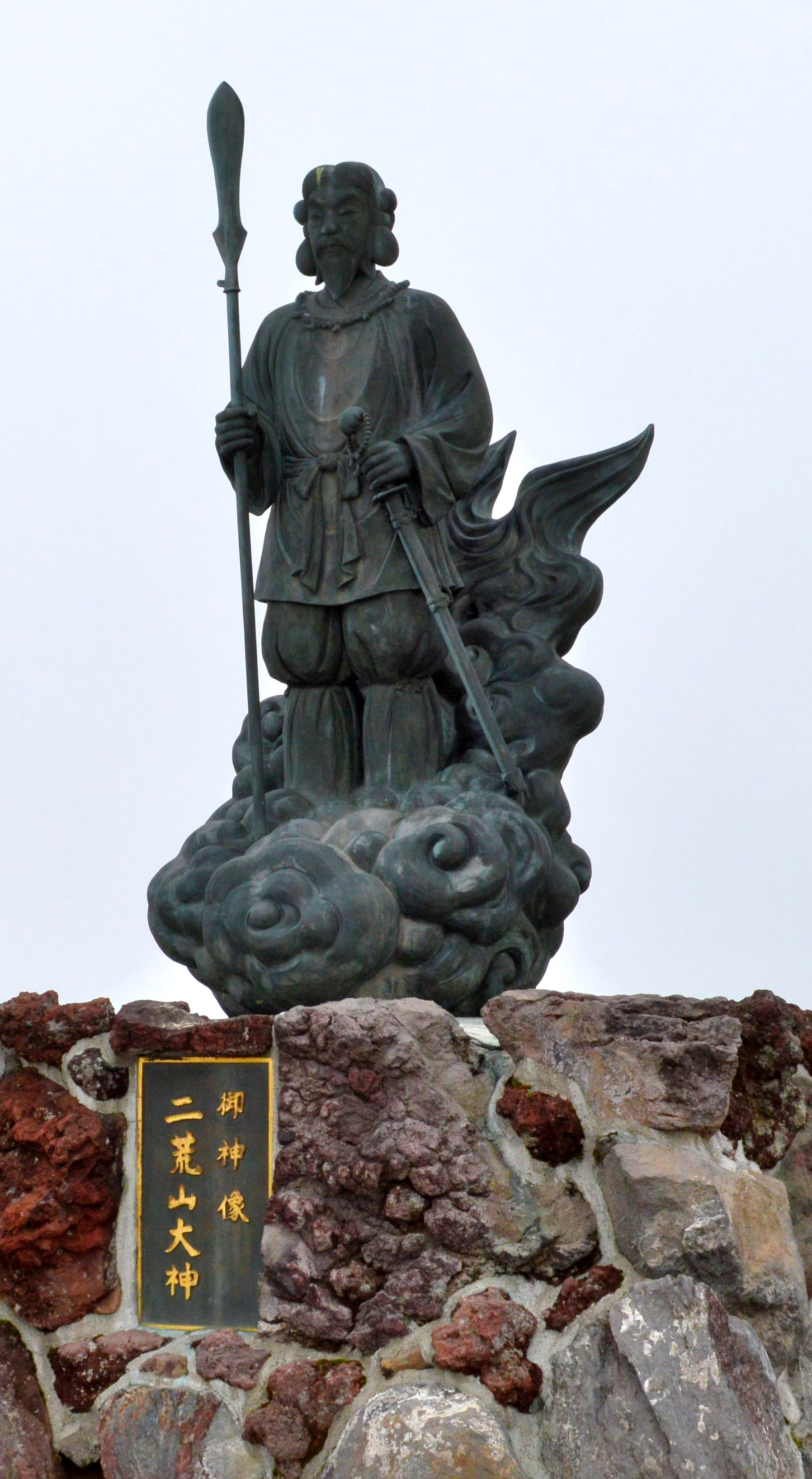
二荒山大神像 （男体山山頂）
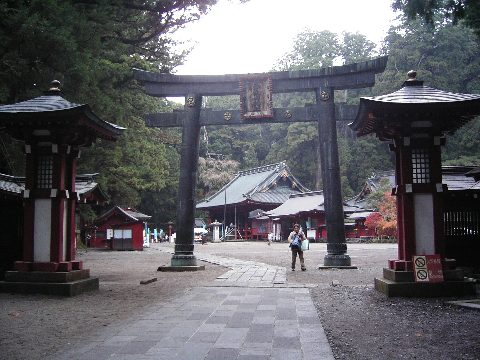
鳥居（重要文化財）
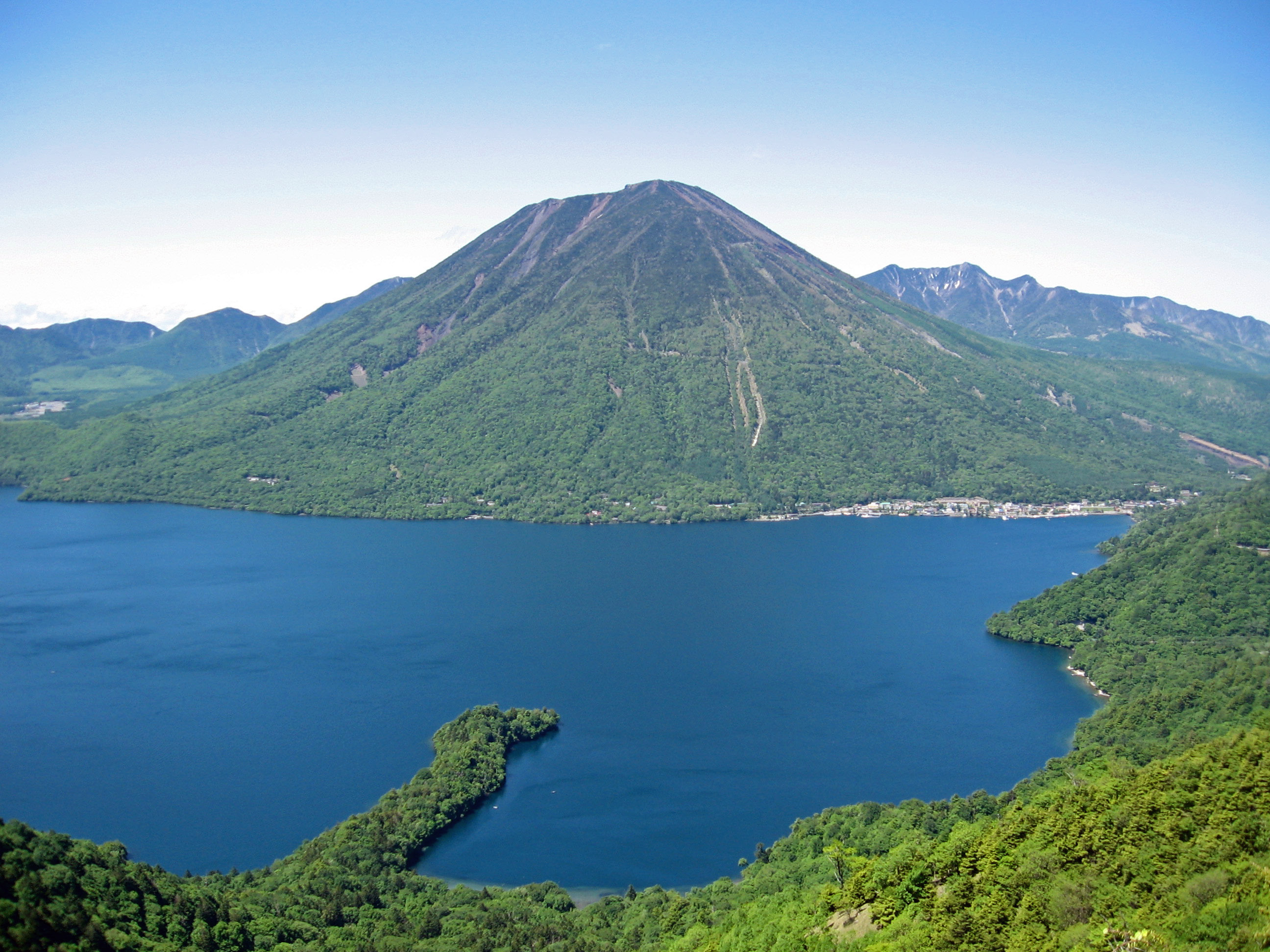
神体とする男体山（手前は中禅寺湖）男体山の古名が「二荒山」とされる。

## 歴史

### 創建

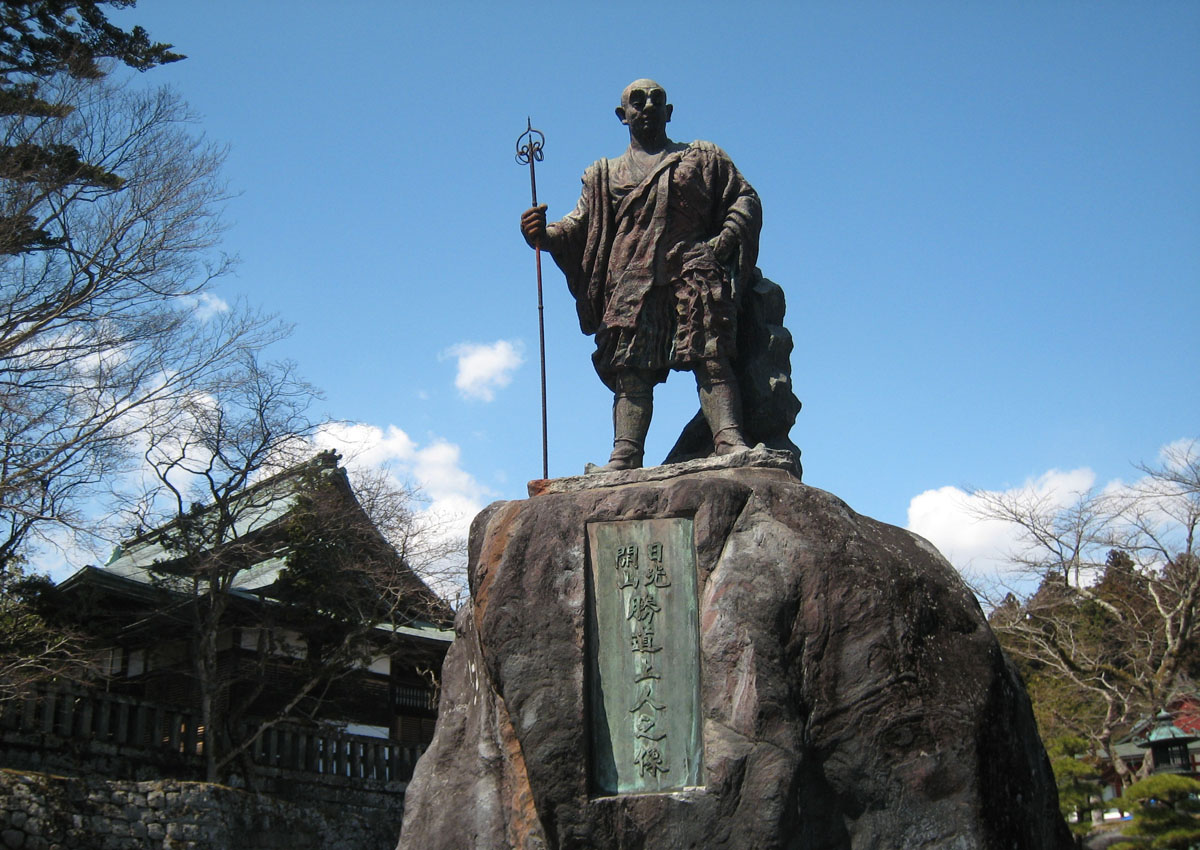
勝道上人像

霊場としての日光の始まりは、下野国の僧・勝道上人（735年-817年）が北部山岳地に修行場を求め、大谷川北岸に天平神護2年（766年）に紫雲立寺（現在の四本龍寺の前身）を建てたことに始まるとされる。そして二荒山神社の創建は、上人が神護景雲元年（767年）二荒山（男体山）の神を祭る祠を建てたことに始まるとされる。この祠は現在の別宮となっている本宮神社にあたる。上人は延暦元年（782年）二荒山登頂に成功し、そこに奥宮を建てて二荒修験の基礎を築いた。その後、神仏習合の霊場として栄えることとなったと伝えられる。
なお、社伝などでは上記のように勝道上人が開祖と説明されるが、実際には太郎山神社周辺で古代の祭祀の痕跡を示す遺跡が見つかっており、相当古くから聖地として信仰対象であったことがわかっている。

### 概史
空海が訪れた際、女峰山の神を祀る滝尾神社を建てたと伝えられている。また、円仁も日光を訪れたとされ、その際に現在輪王寺の本堂となっている三仏堂を建てたといい、この時に日光は天台宗となったという。ただし、2人の来訪は史実と言えず、伝承の域は出ていない。
その後、二荒山の神を本宮神社から少し離れた地に移して社殿を建て、本宮神社には新たに御子神である太郎山の神を祀った。このとき新たに建てた現在の本社、元の本宮神社、そして滝尾神社は総称して「日光三社」と呼ばれる。
平安時代には承和3年（836年）の正五位下勲四等に始まって貞観11年（869年）の正二位勲四等の神階奉授の記録があるほか、『延喜式神名帳』に記載されている名神大社「下野国河内郡 二荒山神社」の記載がある。ただし、この論社には宇都宮市の宇都宮二荒山神社もあり、帰属を巡っては古くから議論がある（詳細は「二荒山神社」参照）。また、両社とも下野国一宮を称している。
鎌倉時代初期には、男体山山頂遺跡の出土品から山岳信仰が最盛期を迎えたことが示唆されており、神社祭礼もこの時に確立されたと考えられる。
戦国時代には、後北条氏に加担したことにより豊臣秀吉に領地を没収され、衰退した。
江戸時代初め、徳川家康の側近で日光山貫主となっていた天台宗の僧天海（慈眼大師）により、徳川家康を祀る東照社（日光東照宮）が江戸幕府によって創建されると、二荒山神社もまた、江戸幕府のみならず朝廷や諸大名、さらに民衆からも厚い崇敬を受けた。元和5年（1619年）には、徳川秀忠によって本殿が再建された。
1873年（明治6年）に宇都宮の二荒山神社に加えて国幣中社に追加列格した。第二次世界大戦後、神社本庁の別表神社となった。
1893年から1896年まで、蔵書家として知られる渡邊邁が宮司を務めている。

### 年表
〈〉内は関連事項
- 766年（天平神護2年） - 勝道、紫雲立寺（のちの四本龍寺）を建立。
- 767年（神護景雲元年） - 勝道、二荒神の祠（現 別宮本宮神社）を建立。
- 782年（延暦元年） - 勝道、奥宮を建立。
- 784年（延暦3年） - 勝道、中宮祠とその神宮寺の中禅寺を建立。
- 808年（大同3年） - 橘利遠、本宮神社の社殿造営。
- 810年（弘仁元年） - 朝廷より「満願寺」の号が下賜
- 820年（弘仁11年） - 空海、日光を訪れて滝尾神社・若子神社を建立。
- 836年（承和3年） - 二荒神、正五位下の神階を下賜（869年（貞観11年）には正二位まで昇叙）。
- 848年（嘉祥元年） - 円仁、日光を訪れて本堂・薬師堂を建立。
- 927年（延長5年）12月26日 - 〈延喜式完成〉
- 967年（康保4年）7月9日 - 〈延喜式施行〉
- 1141年（永治元年） - 藤原敦光、『中禅寺私記』を著作。
- 1315年（正和4年） - 仁澄、中禅寺の大造営を執行。
- 1616年（元和2年） - 〈徳川家康、薨去〉
- 1617年（元和3年） - 天海、日光東照社を建立し、元和の造営を執行。
- 1636年（寛永13年） - 天海、寛永の大造替を執行。
- 1645年（正保2年） - 朝廷より宮号勅許を賜り東照社を「日光東照宮」と改名。
- 1649年（慶安2年） - 日光連山の一つの白根山が噴火し、社殿焼失。
- 1651年（慶安4年） - 〈徳川家光、死去〉
- 1653年（承応2年） - 大猷院廟建立。
- 1868年（慶応4年3月） - 〈神仏分離令〉
- 1868年（慶応4年） - 戊辰戦争。旧幕府軍が立てこもるが、新政府軍の板垣退助の説得により戦場を移す。
- 1868年（明治元年） - 神体動座。
- 1871年 (明治4年）5月14日 - 〈社格制度制定〉
- 1872年（明治5年） - 山内の女人牛馬禁制解禁。
- 1872年（明治5年） - 日光東照宮、日光山輪王寺、日光二荒山神社に分立。
- 1873年（明治6年） - 国幣中社に列格。
- 1945年（昭和20年）12月15日 - 〈神道指令〉
- 1998年（平成10年） - 「日光山内」が国の史跡に指定[7]。
- 1999年（平成11年） - 「日光の社寺」が世界遺産（文化遺産）に登録。

### 神階
- 「二荒山神社#神階」を参照。

## 境内
江戸時代までは、神領約70郷という広大な社地を有していた。今日でも日光三山を含む日光連山8峰（男体山・女峰山・太郎山・奥白根山・前白根山・大真名子山・小真名子山・赤薙山）や華厳滝、いろは坂などを境内に含み、その広さは3,400haという、伊勢神宮に次ぐ面積を有している。

### 本社

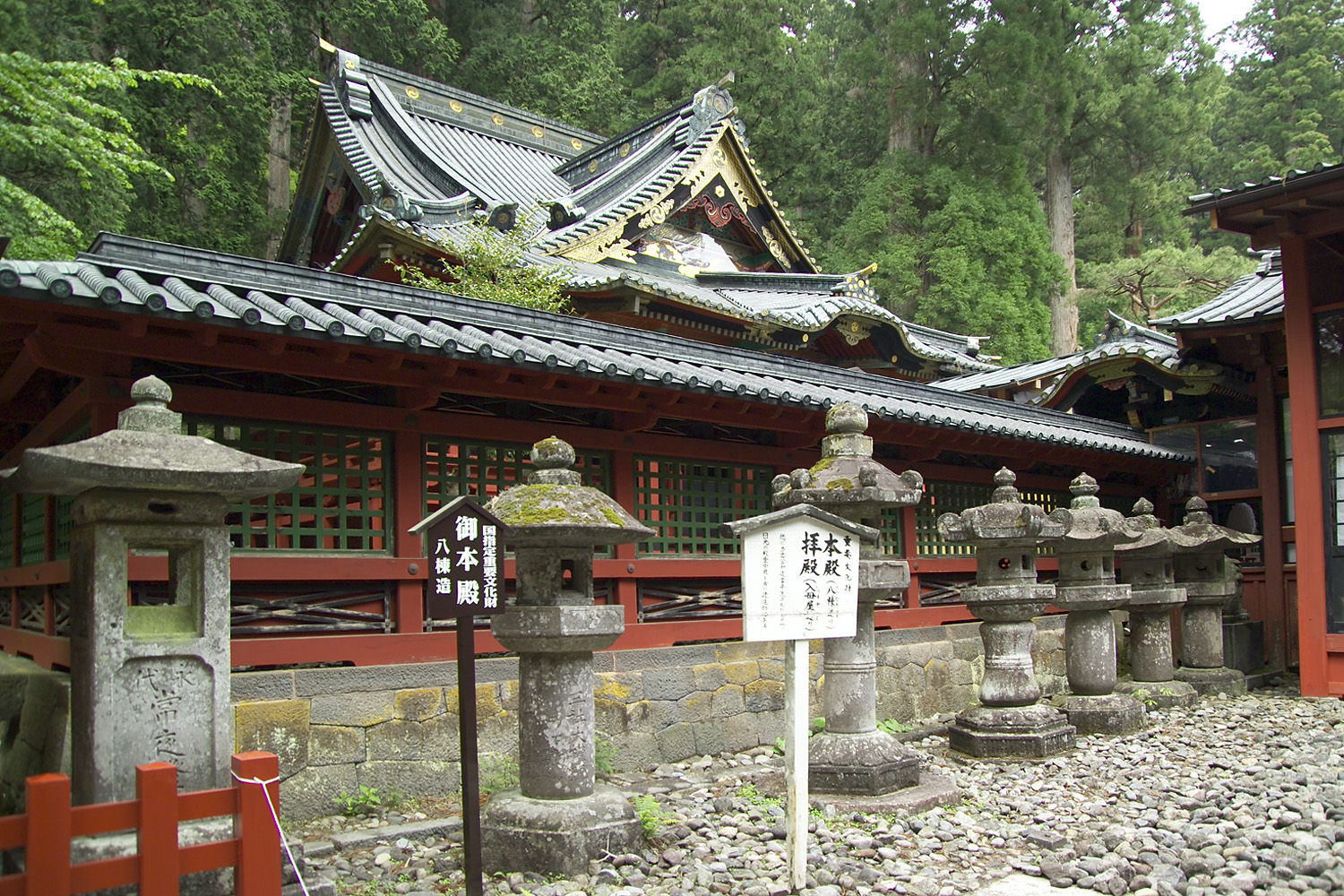
本社 本殿と透塀
（ともに重要文化財）本殿は八棟造で、日光の社寺の中で最古。

日光東照宮の西奥に鎮座し、「日光山内（さんない）」と呼ばれる日光の社寺のうちでは最奥に位置する。
元は現在の別宮・本宮神社の地に鎮座しており、移転後は「新宮」と称された。元和3年（1617年）の東照宮造営の際に現在地に移転し、社殿も一新された。現在の社殿はその時の造営のもので、八棟造の本殿や入母屋造の拝殿を始めとして11棟が国の重要文化財に指定されている（神橋含む）。
神苑内にある正応5年（1292年）銘の銅灯籠（国の重要文化財）は、「化灯籠（ばけどうろう）」と通称される。火を灯すと怪しげな姿に化けたといわれ、武士が刀で斬りつけた傷が無数に残されている。

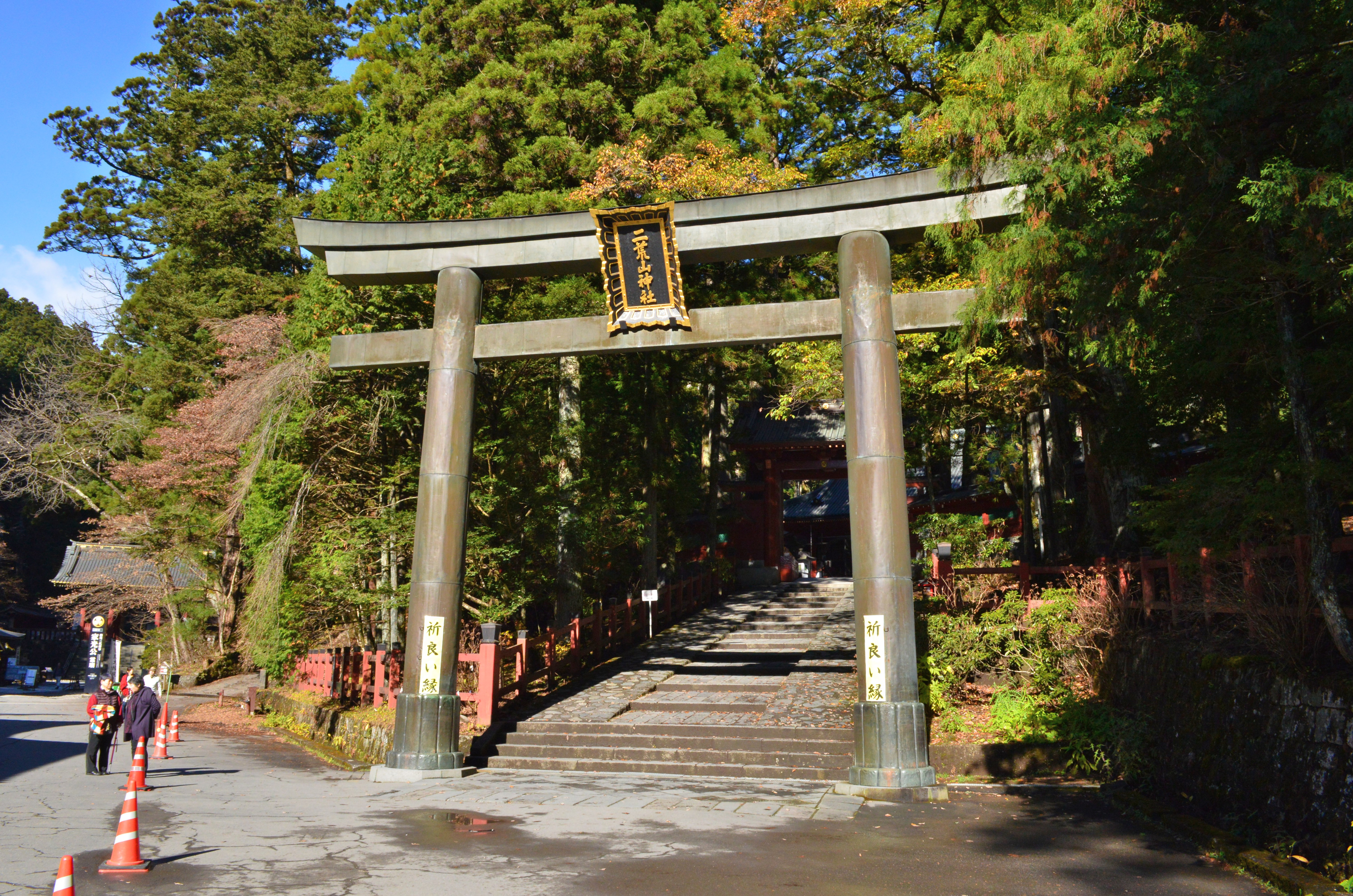
鳥居（神門前）
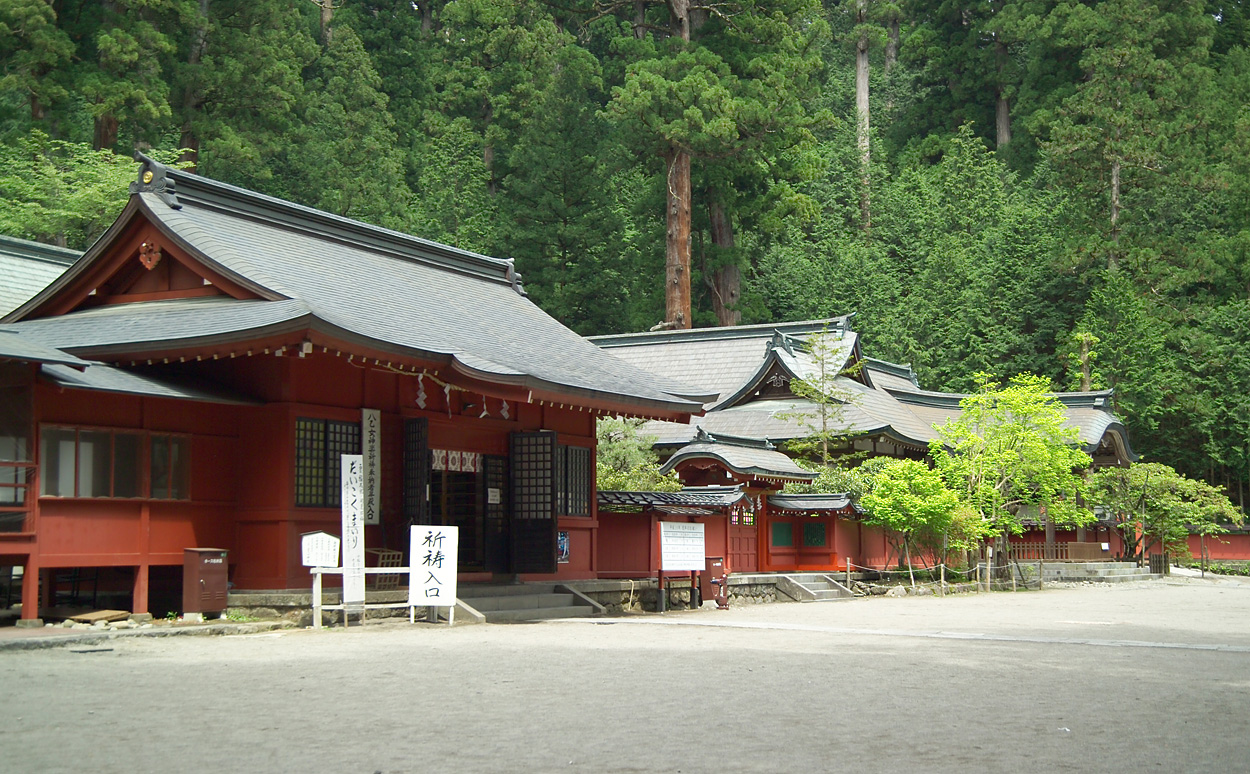
社務所
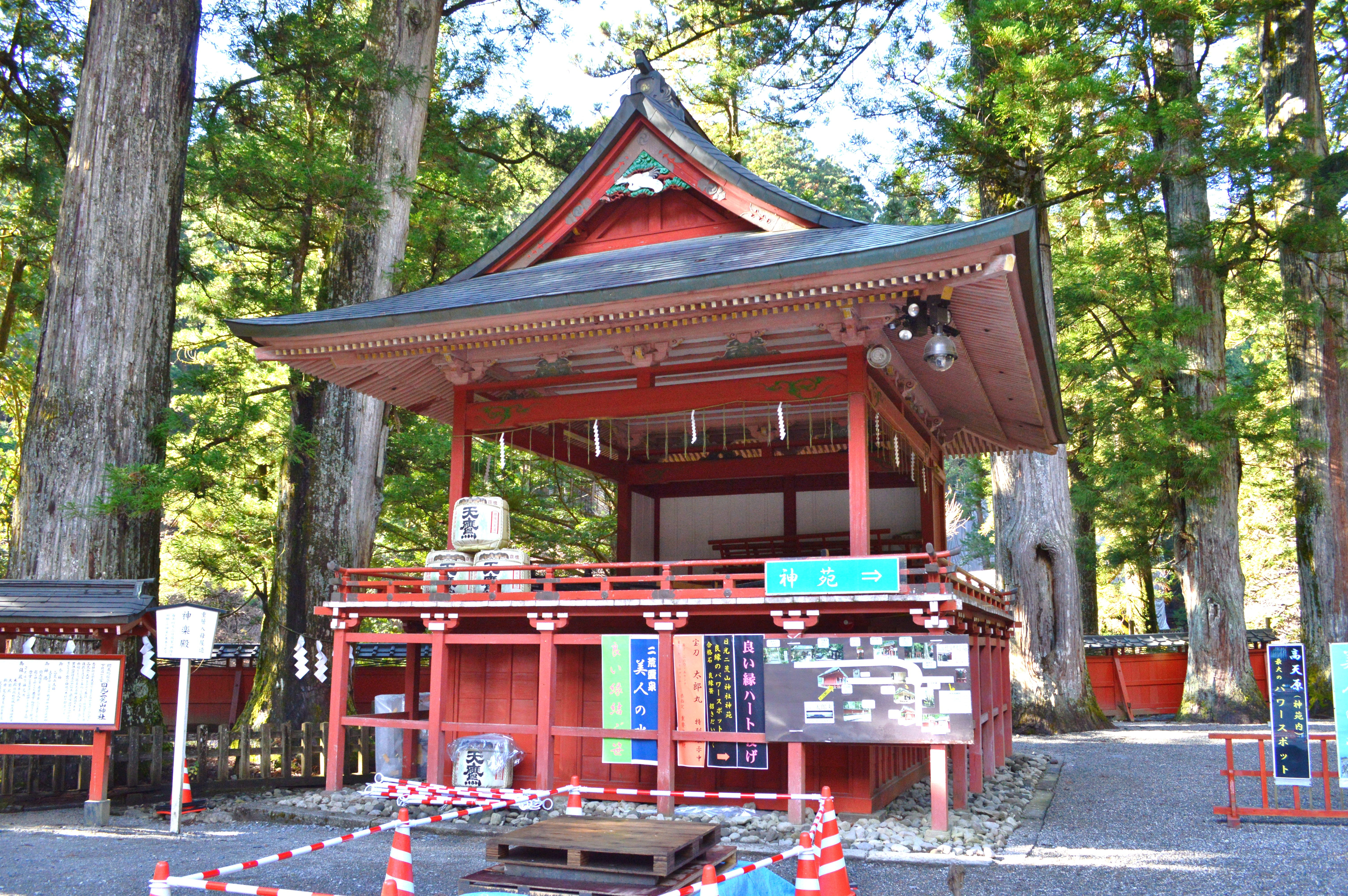
神楽殿
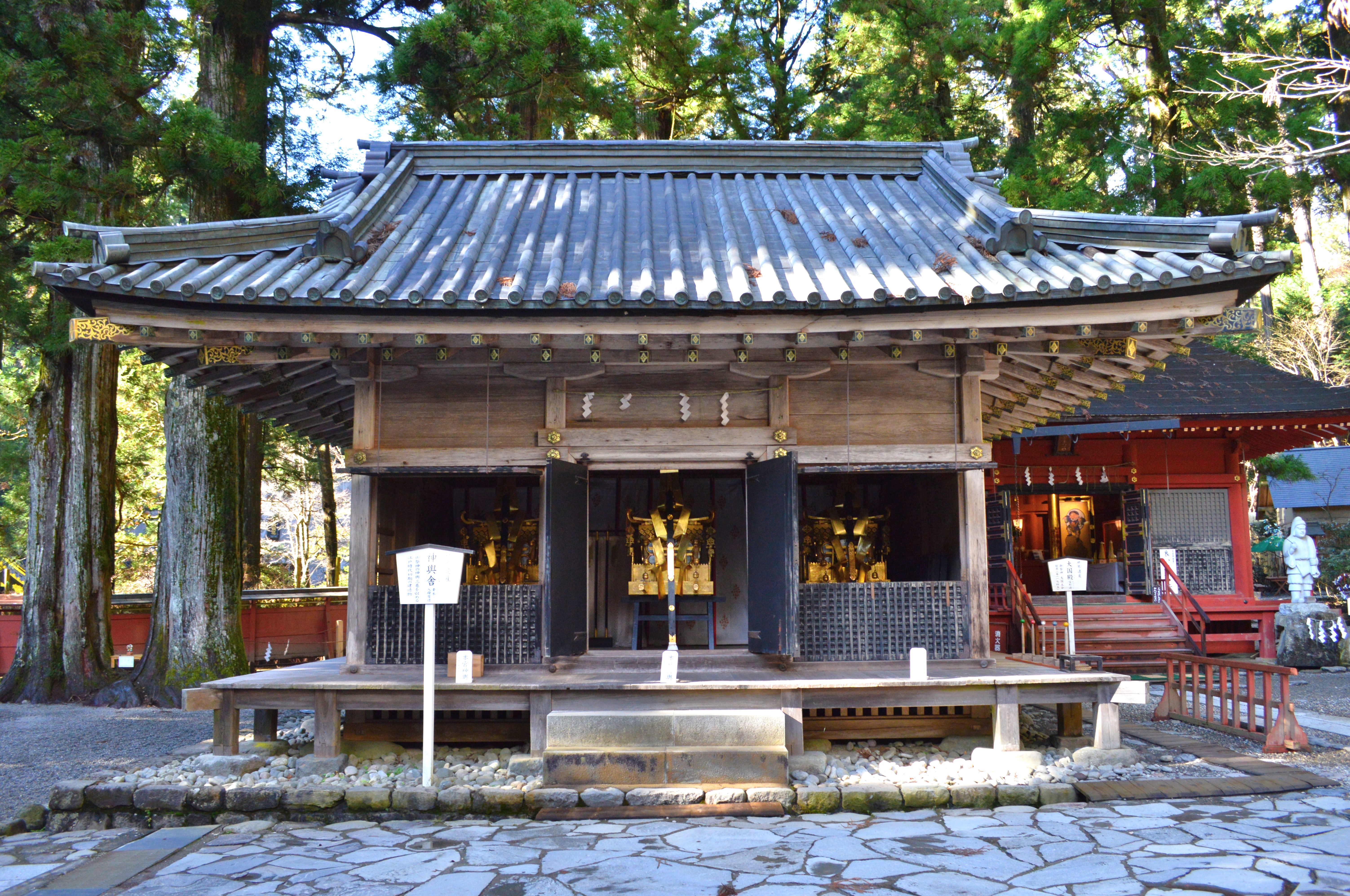
神輿舎と神輿（ともに重要文化財）
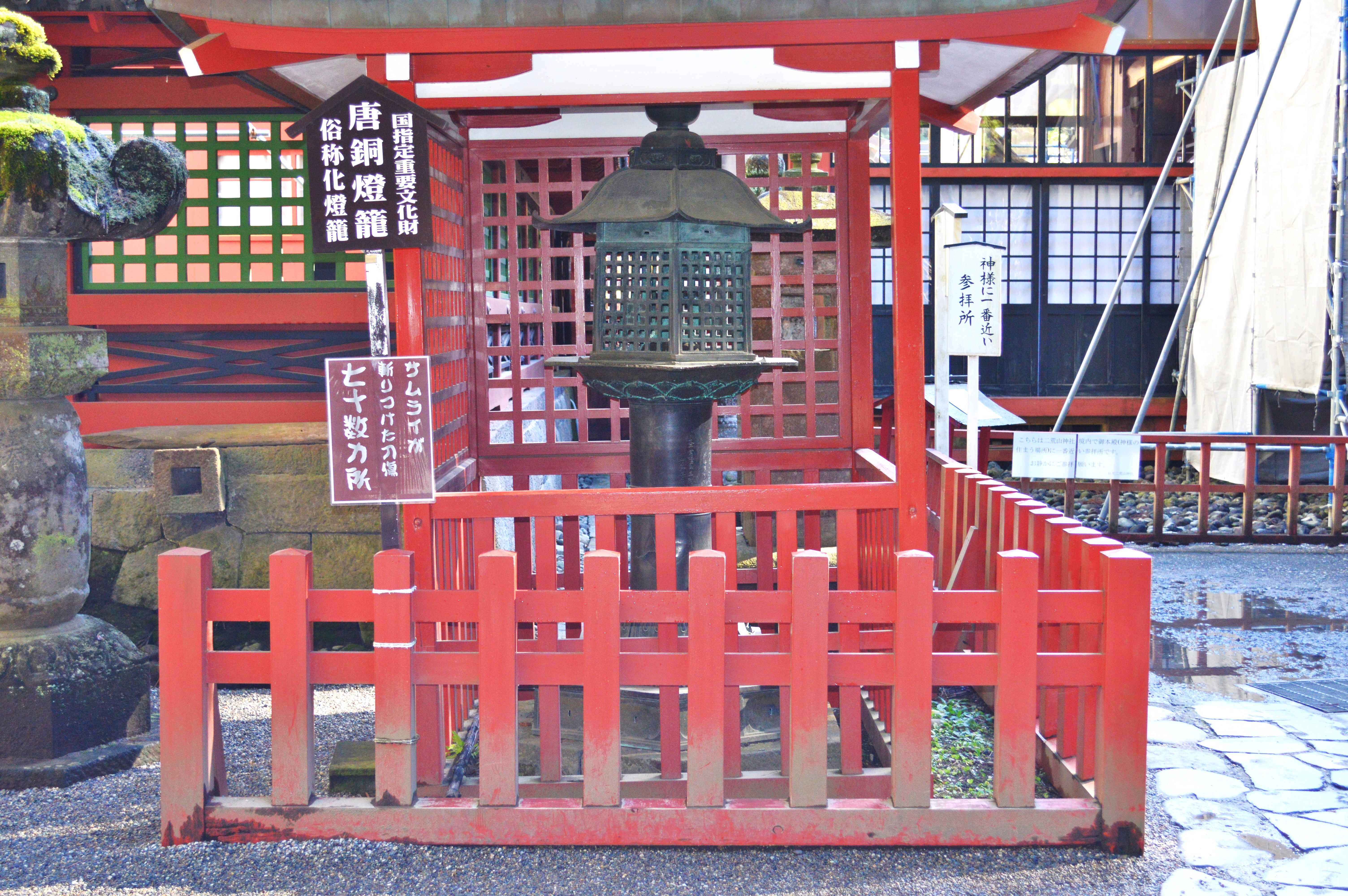
銅灯籠（通称「化灯籠」）（重要文化財）
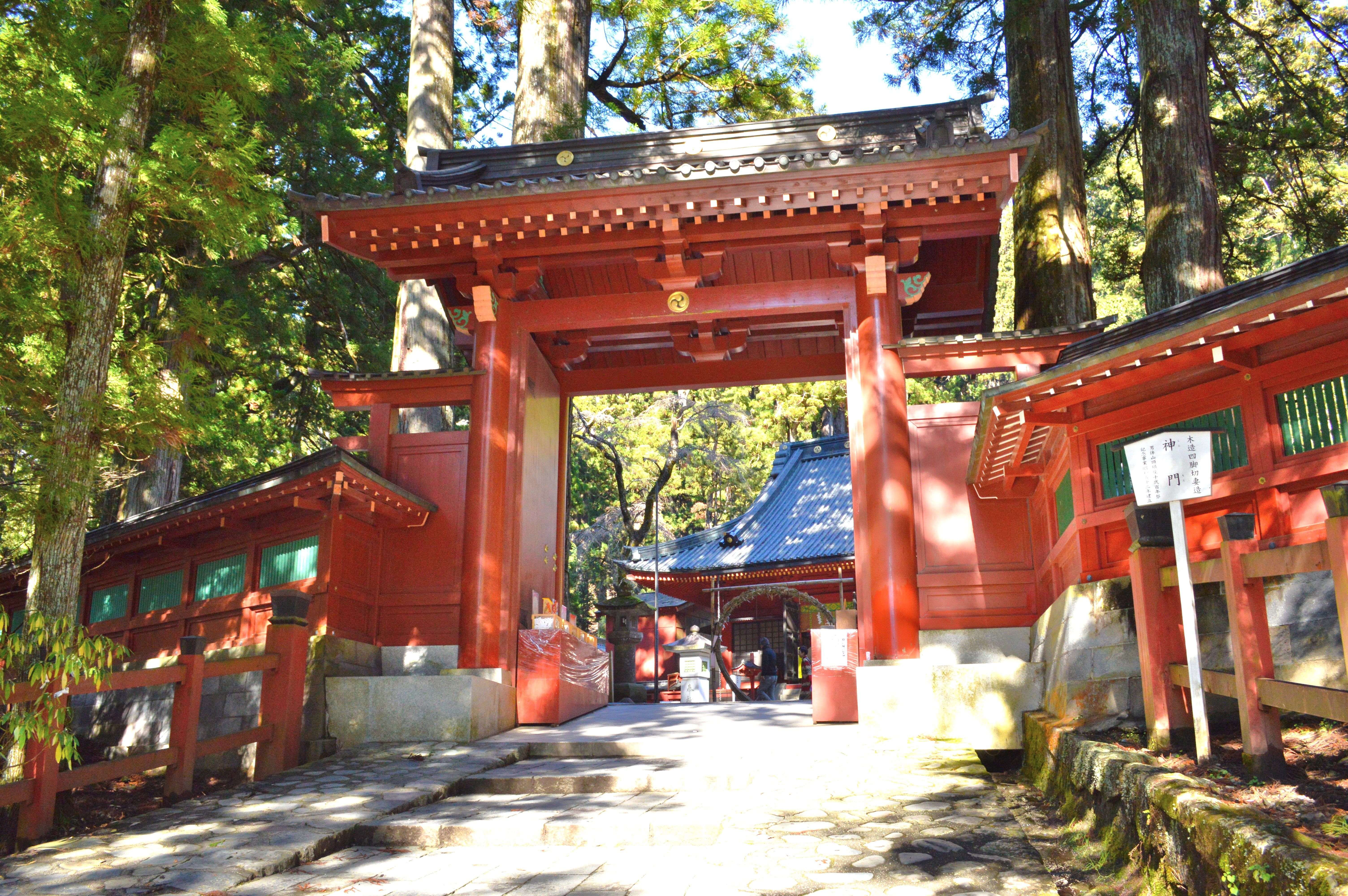
神門
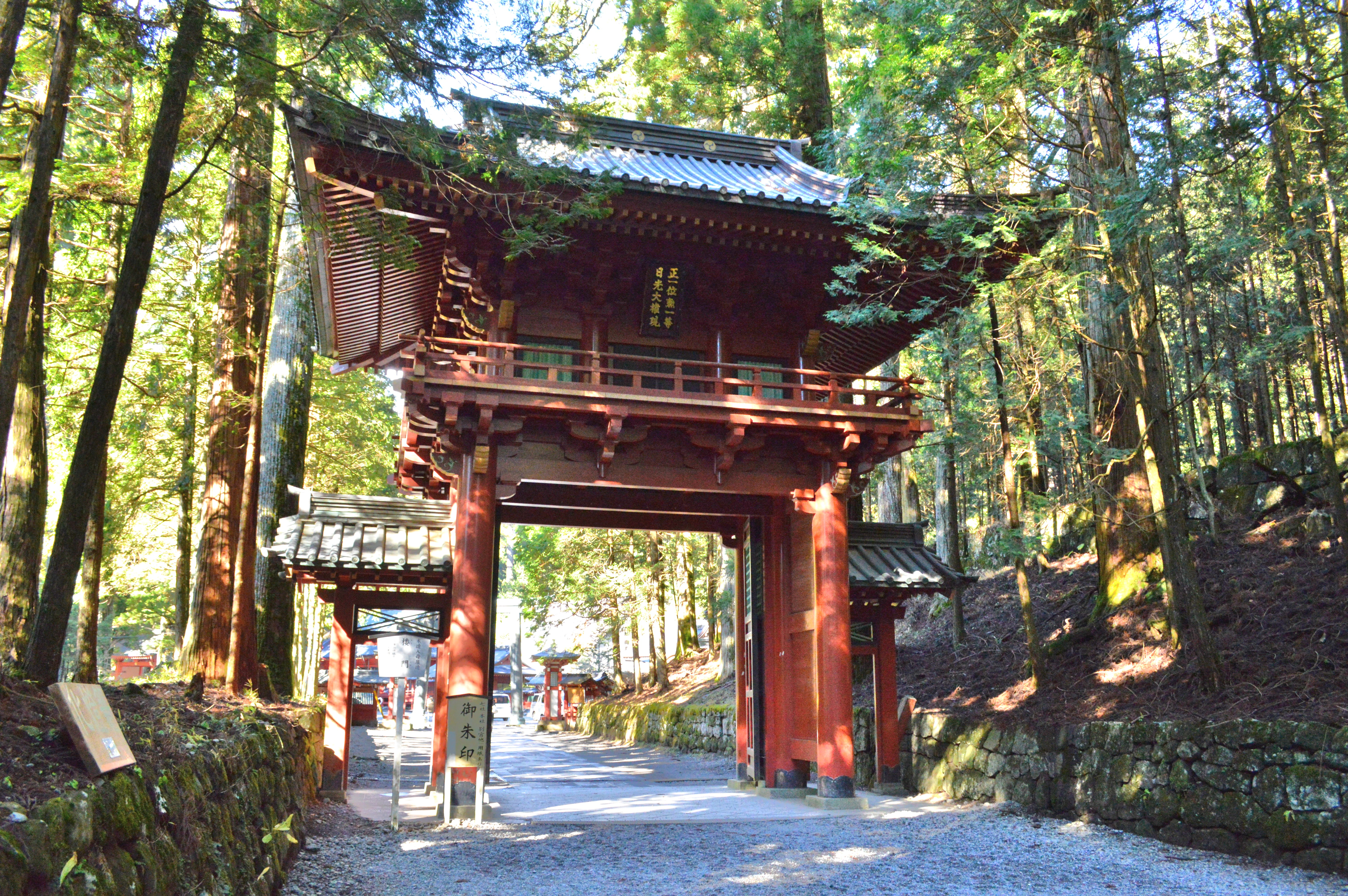
楼門

### 中宮祠

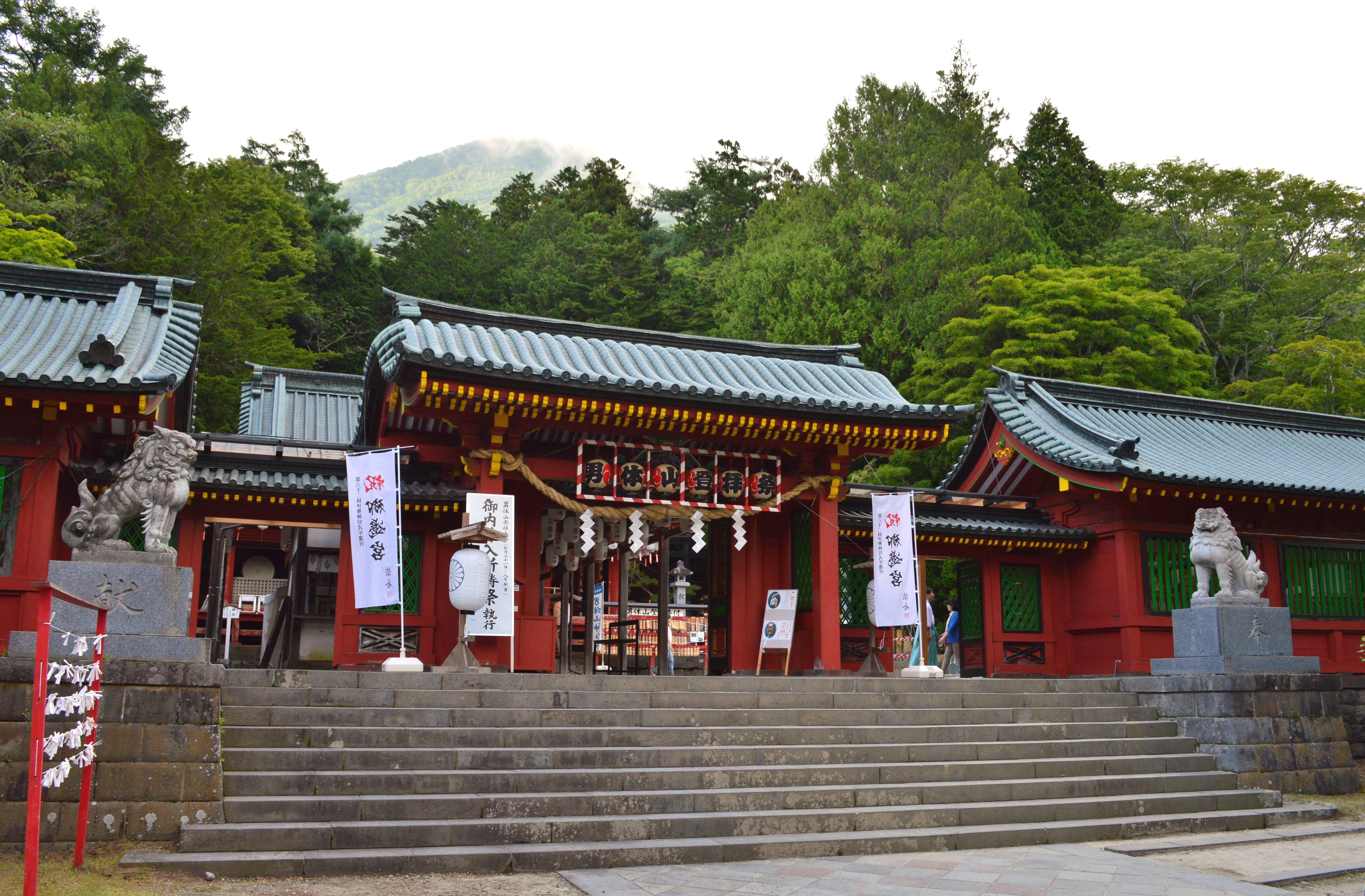
中宮祠 中門（重要文化財）後背に男体山。

中宮祠は、男体山中腹の中禅寺湖畔に鎮座する。「中宮祠」とは、本社と奥宮との「中間の祠」の意である。
勝道上人による天応2年（782年）の男体山登頂ののち、延暦3年（784年）に建立されたという。この時、同時に中禅寺も二荒山神社の神宮寺として創建された。古くは「男体中宮」「男体権現」「中禅寺権現」とも称された。棟札の写しによれば、永長元年（1096年）、久寿2年（1155年）、永暦2年（1161年）の社殿造営が確認されている。その後、現在の社殿が元禄12年（1699年）に造営された。
当地は古くから男体山登山の表口とされ、現在も登拝口（登山口）が本殿横に位置している。入り口の登拝門は開山時（5月5日-10月25日）のみ門が開く。7月31日-8月8日の登拝祭の間は、中宮祠本殿から奥宮に神像が遷される。
境内は本殿を始めとして7棟が国の重要文化財に指定されている。また男体山の登拝口の近くにある巨大なイチイ（A株とB株の2本）のうち、A株の樹齢は推定1,100年、B株の樹齢は推定1,000年とされ、1969年（昭和44年）10月11日にA株・B株ともに「中宮祠のイチイ」として栃木県指定天然記念物に指定されている。そのほか宝物館では、二荒山神社が所有する刀剣等の多くの宝物を展示している。

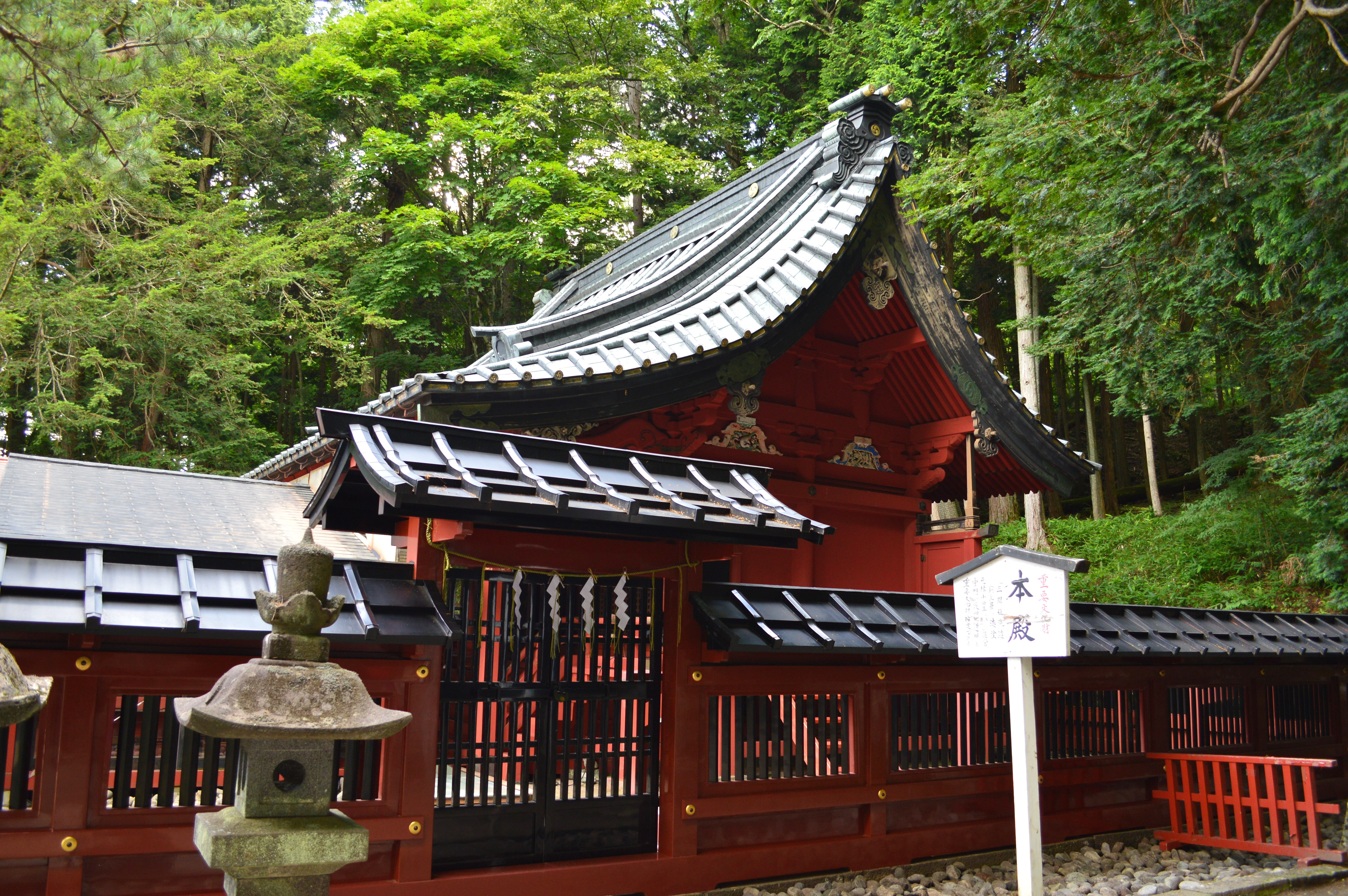
本殿、掖門、透塀（各重要文化財）
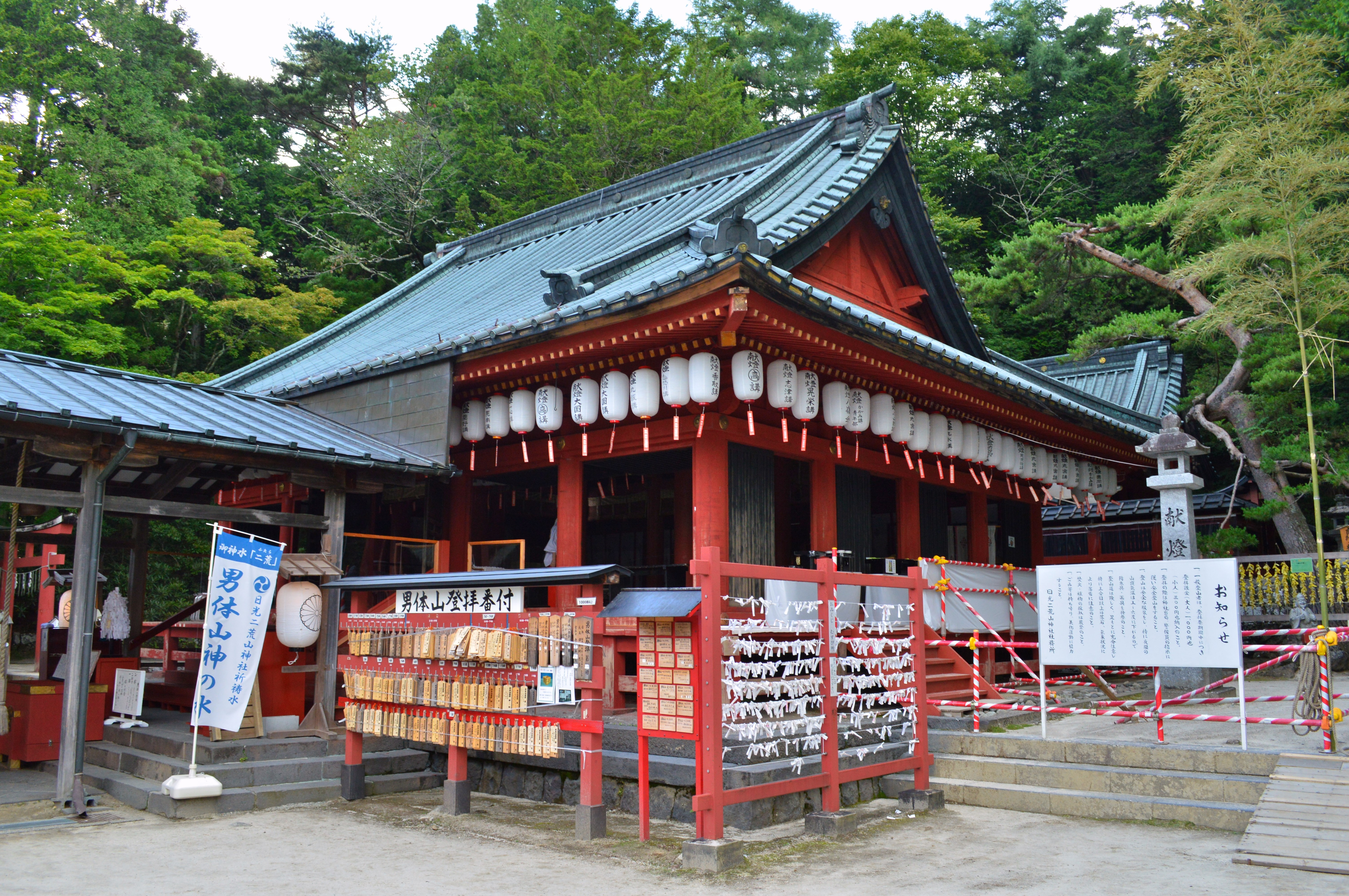
拝殿（重要文化財）
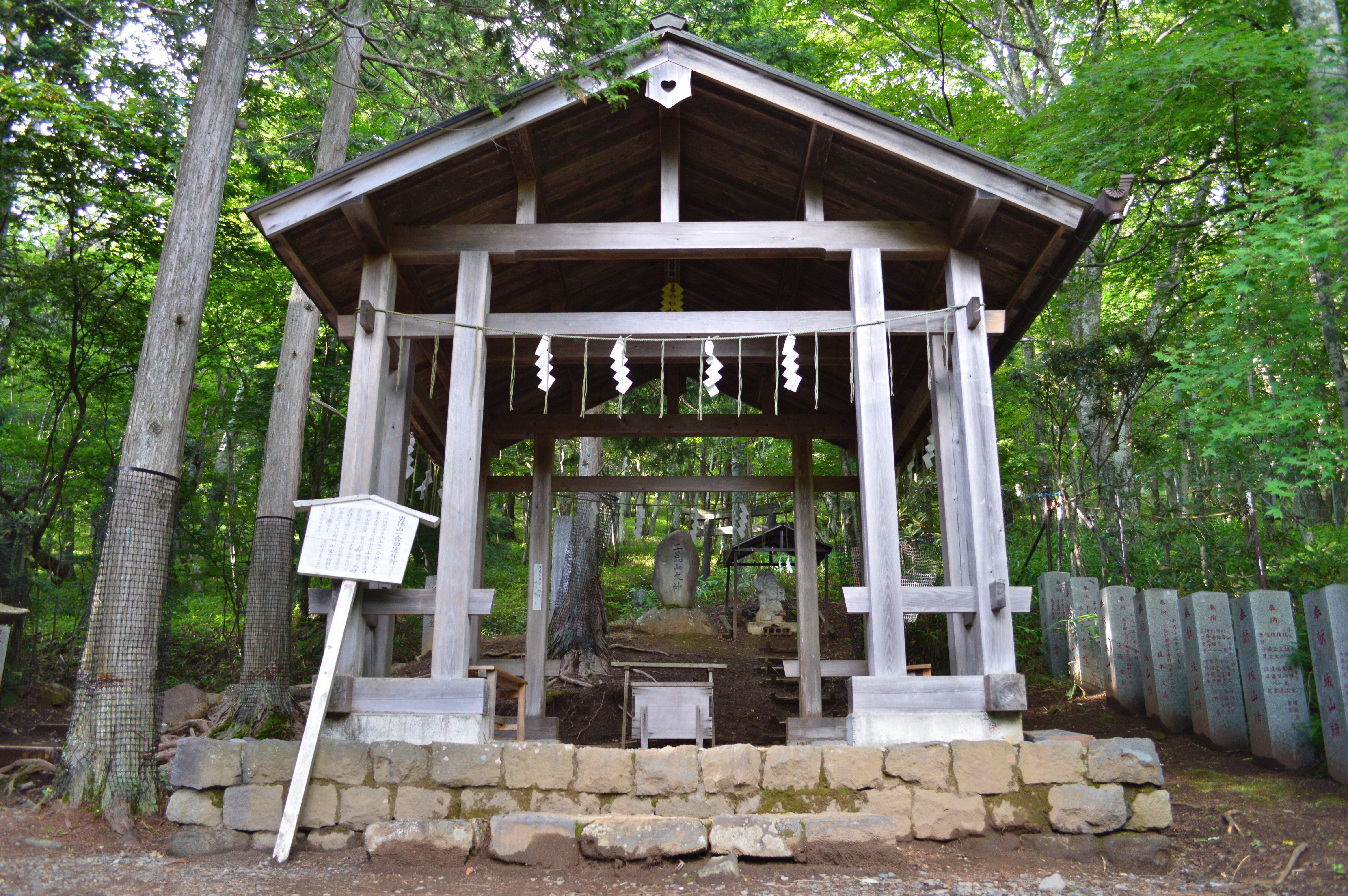
1合目の山頂遥拝所
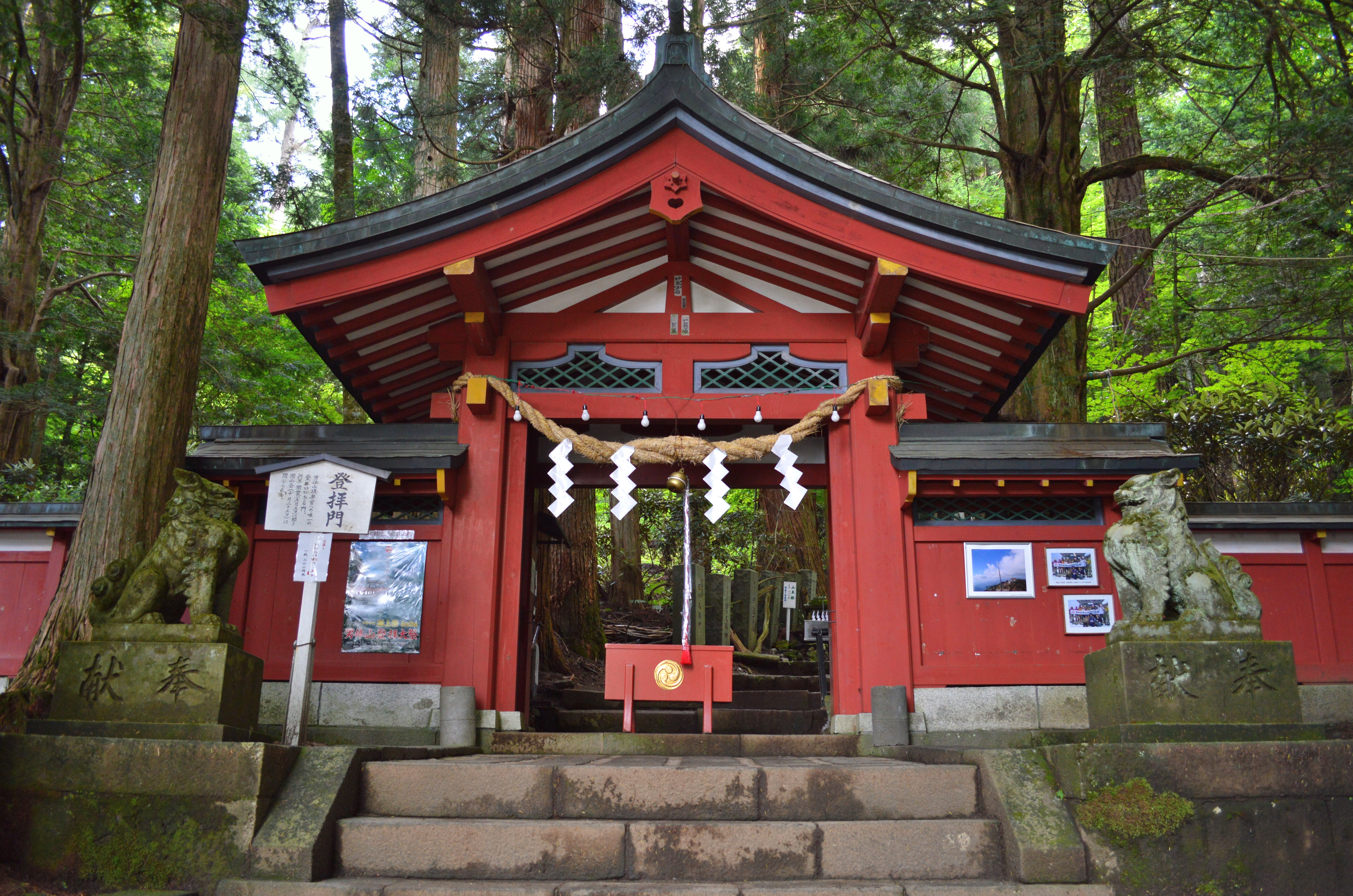
登拝門男体山山頂への登山口。
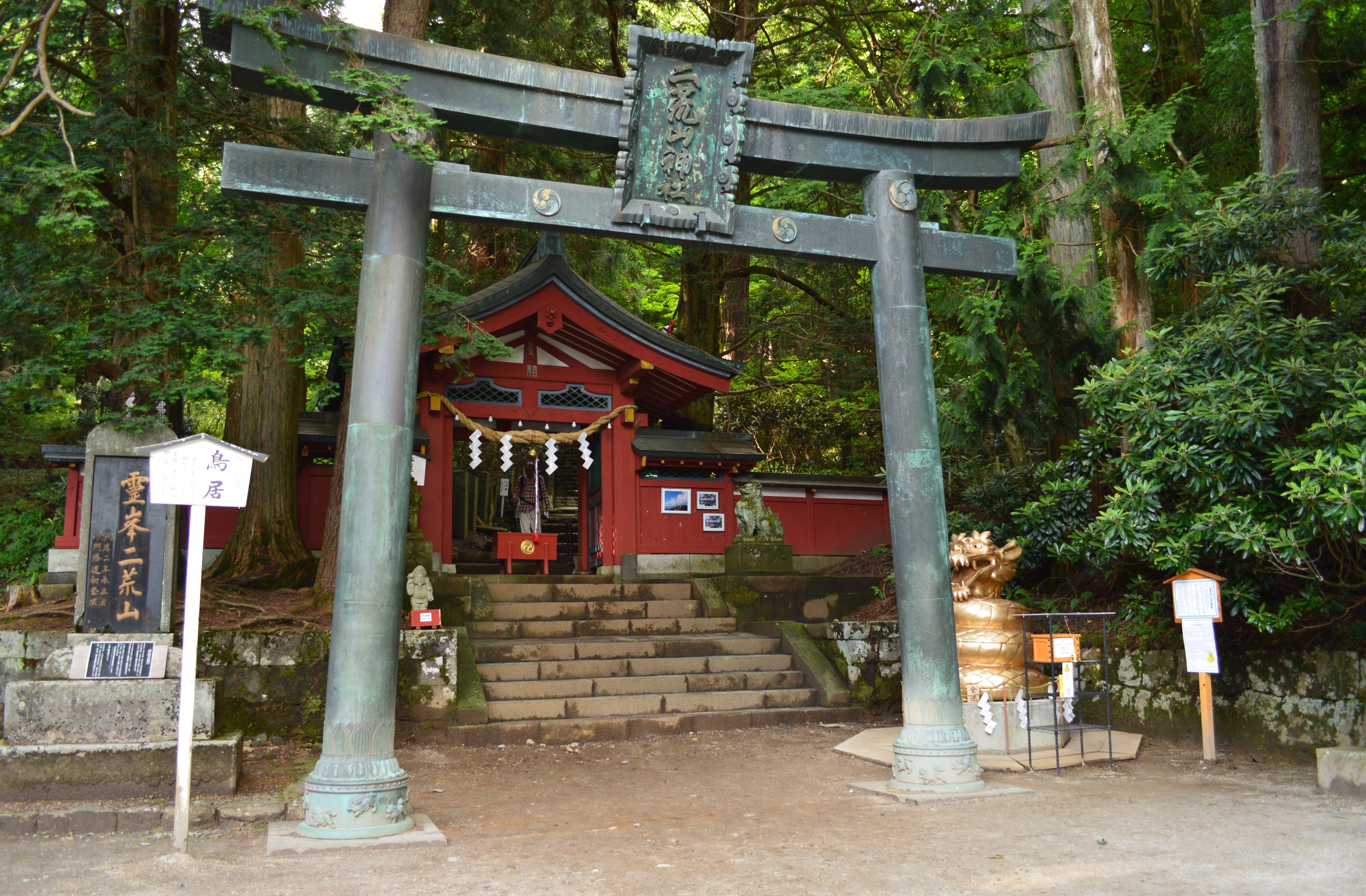
登拝口鳥居（重要文化財）
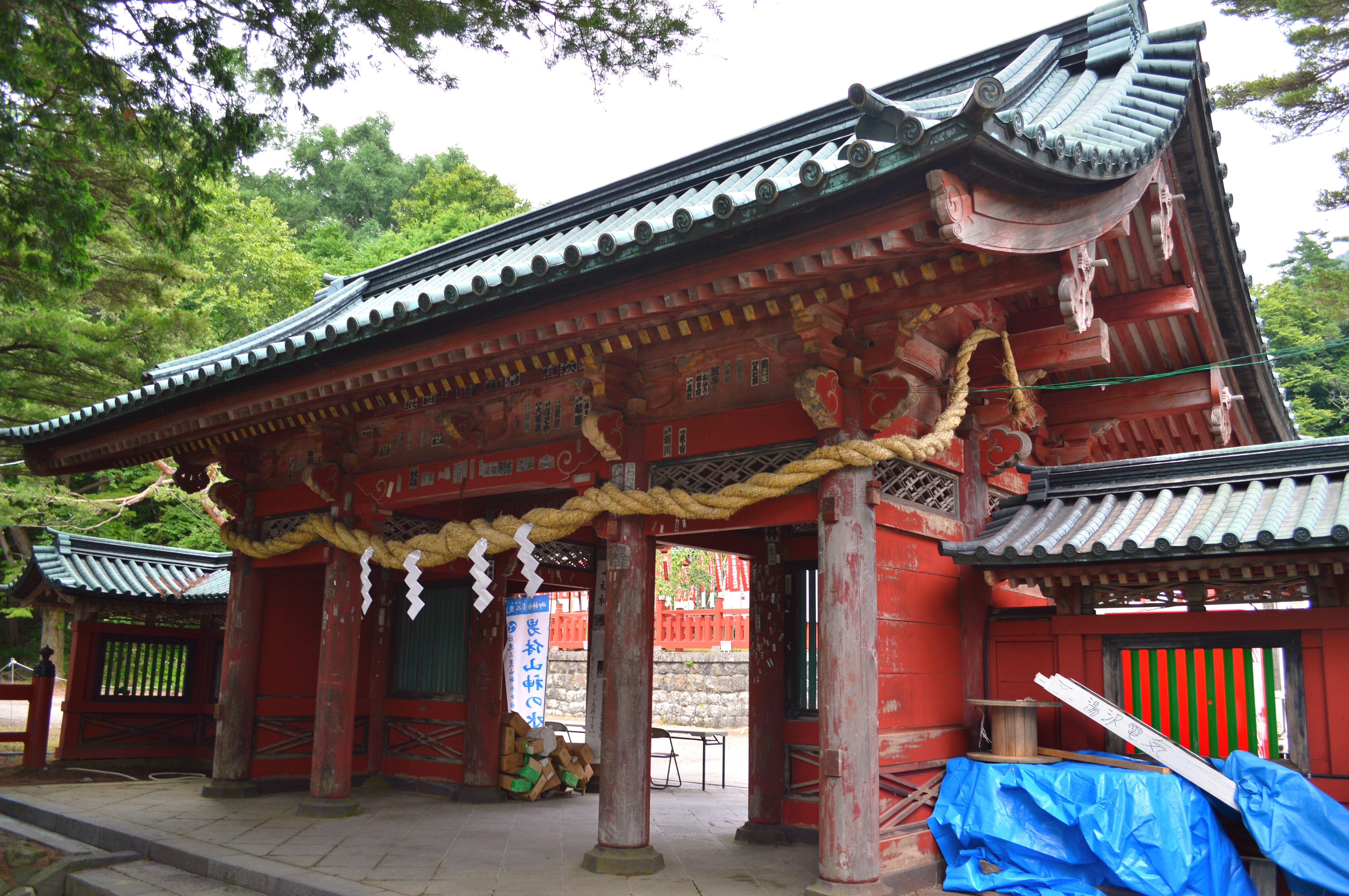
神門
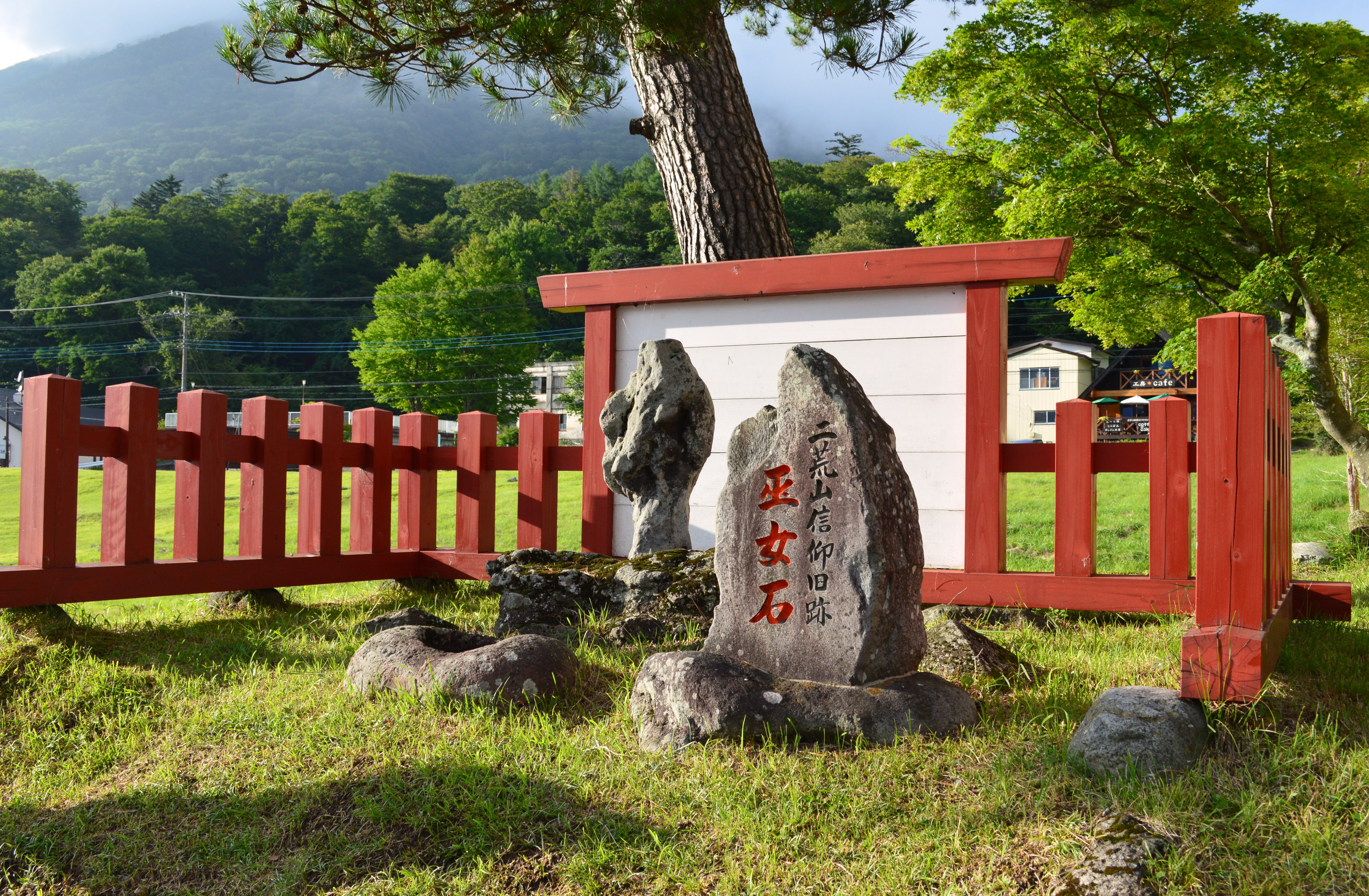
巫女石（日光市有形民俗文化財） 大鳥居付近。

### 奥宮

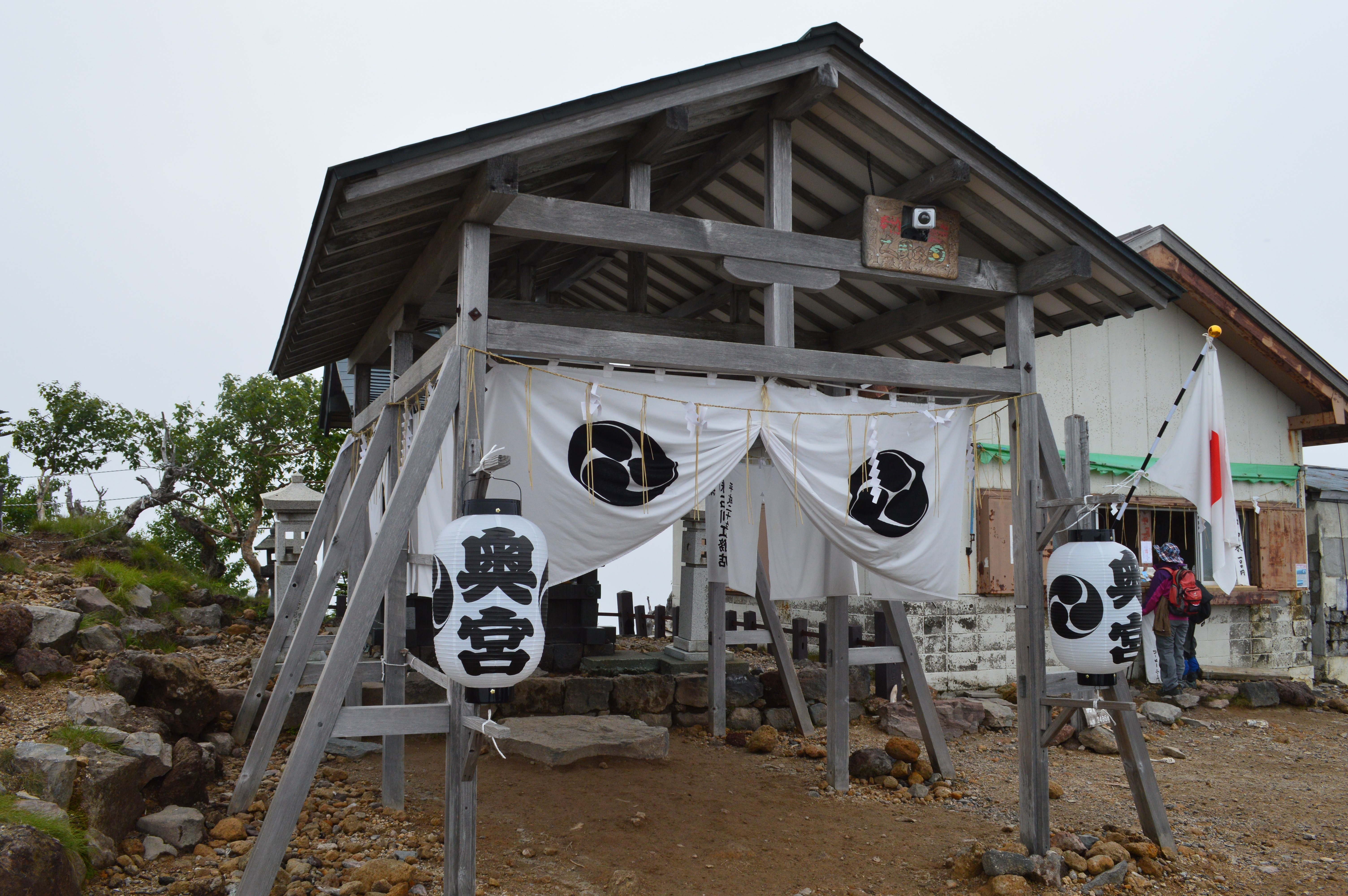
奥宮 社殿

男体山山頂に鎮座する。勝道上人により天応2年（782年）に創建された。
奥宮近くの太郎山神社付近からは奈良時代から近世に至る祭祀遺物が出土し、一帯は「男体山頂遺跡」と言われる。出土品の多数は重要文化財に指定されており、中宮祠宝物館にて保管されている。

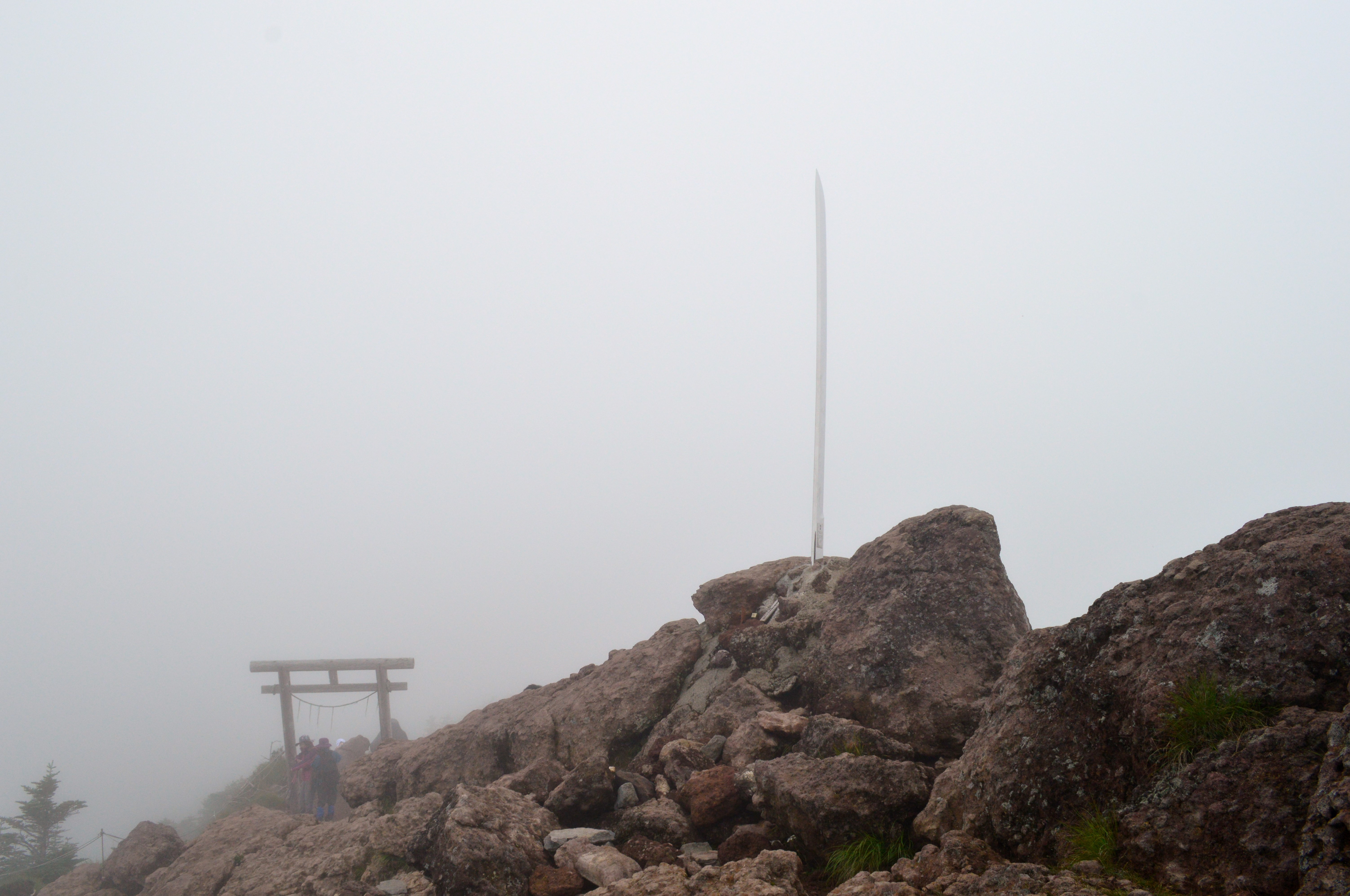
山頂にある神剣

## 摂末社

### 別宮

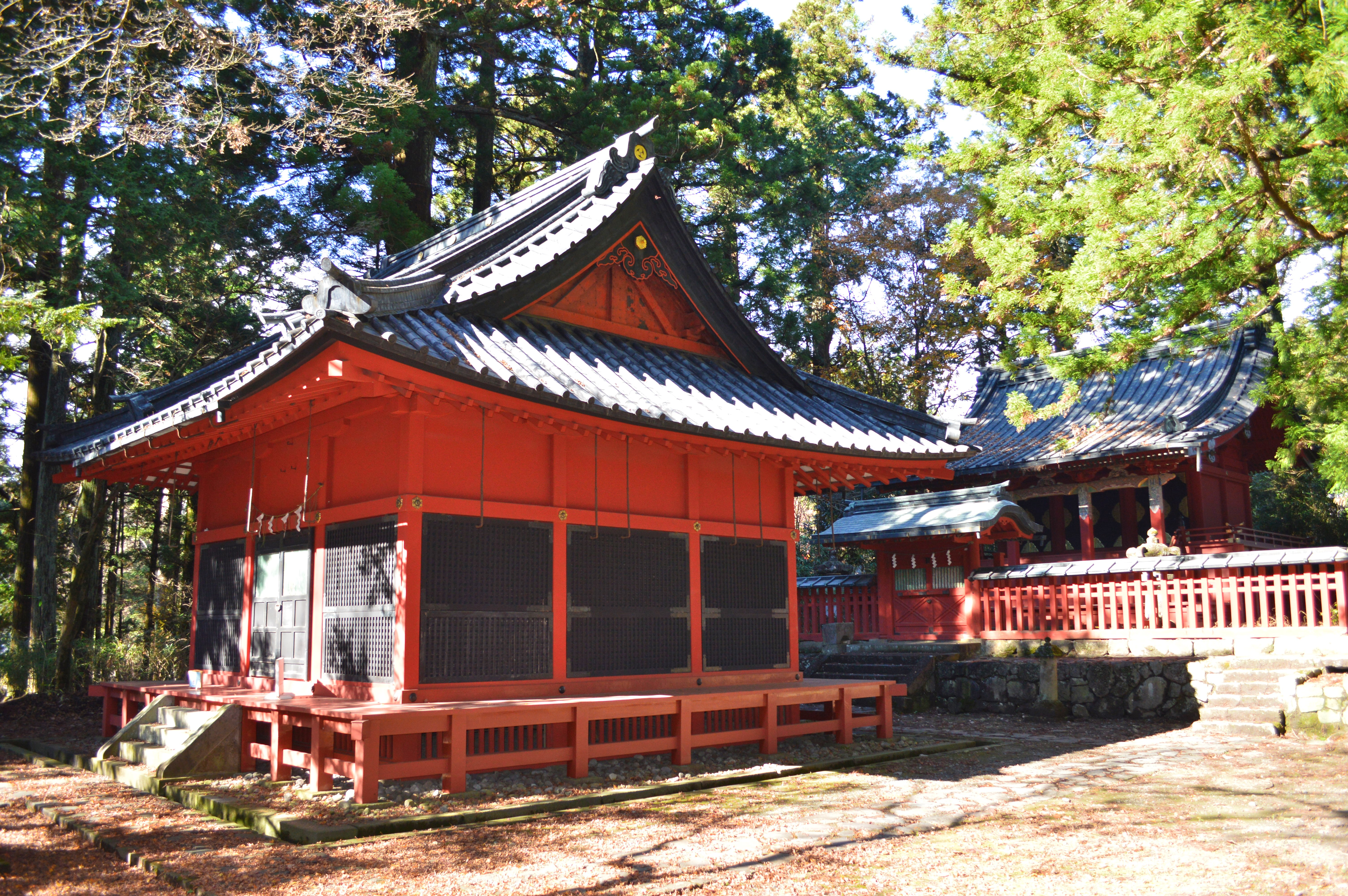
本宮神社拝殿

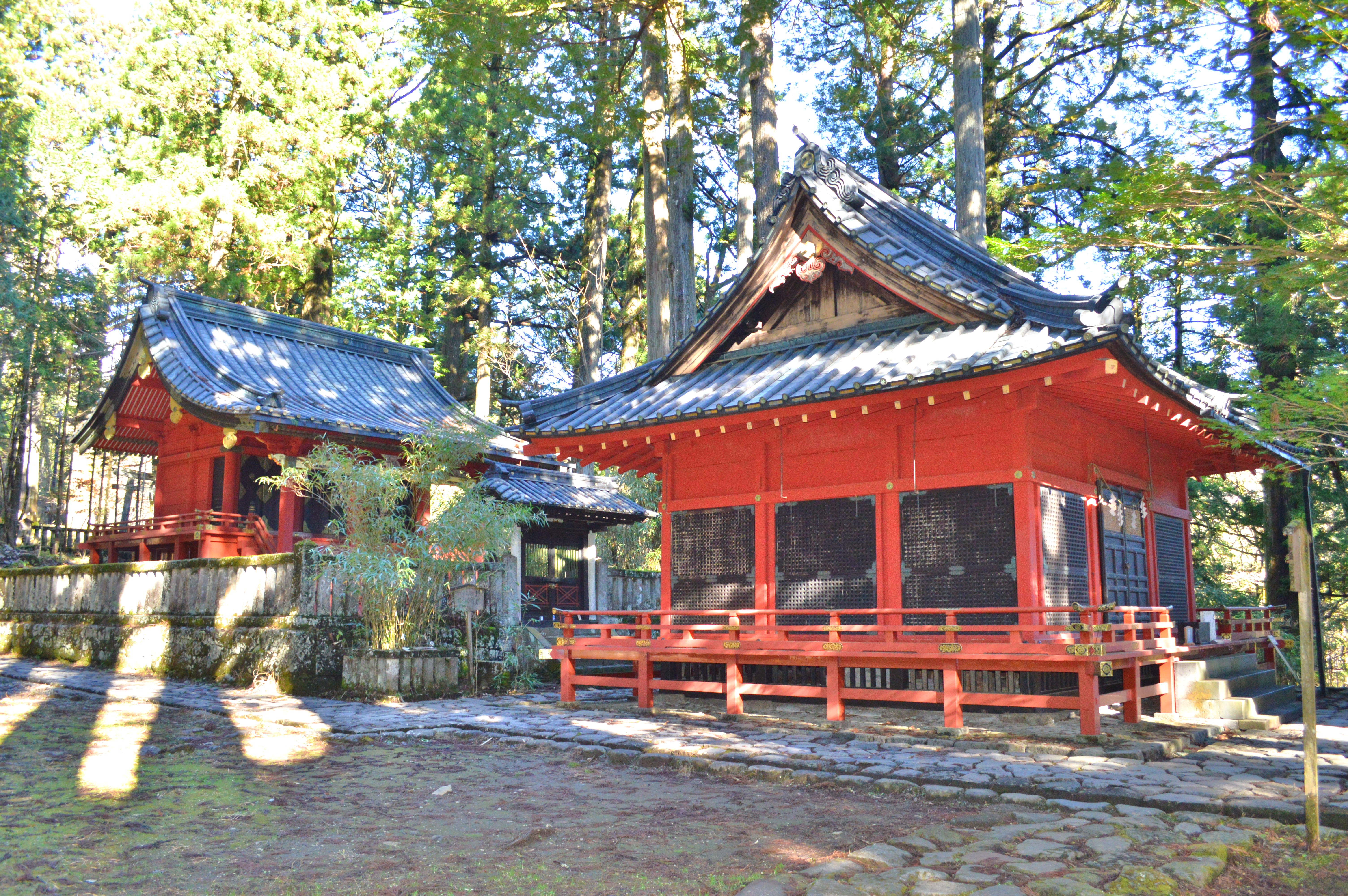
滝尾神社拝殿

別宮の2社は、本社とともに「日光三社」と称され、かつては「日光三社権現」とも総称されていた。
本宮神社（ほんぐうじんじゃ）
- 鎮座地：栃木県日光市山内（北緯36度45分16.82秒 東経139度36分15.89秒 / 北緯36.7546722度 東経139.6044139度）。「日光山内」滝尾道の入り口。
- 祭神：味耜高彦根命 - 太郎山祭神。
- 祭日：4月13日-17日（弥生祭）。

神護景雲元年（767年）、勝道上人により開山された日光山発祥の地であり、鎮座地は本社の旧鎮座地と伝わる。山を拝した名残りで、本殿裏側には扉が設けられている。本宮に対し、現在の本社を新宮ともいう。
近くには旧別当寺として天平神護2年（766年）に建てられた「四本龍寺」があり、こちらは輪王寺の旧鎮座地とされる。
滝尾神社（たきのおじんじゃ）

滝尾神社
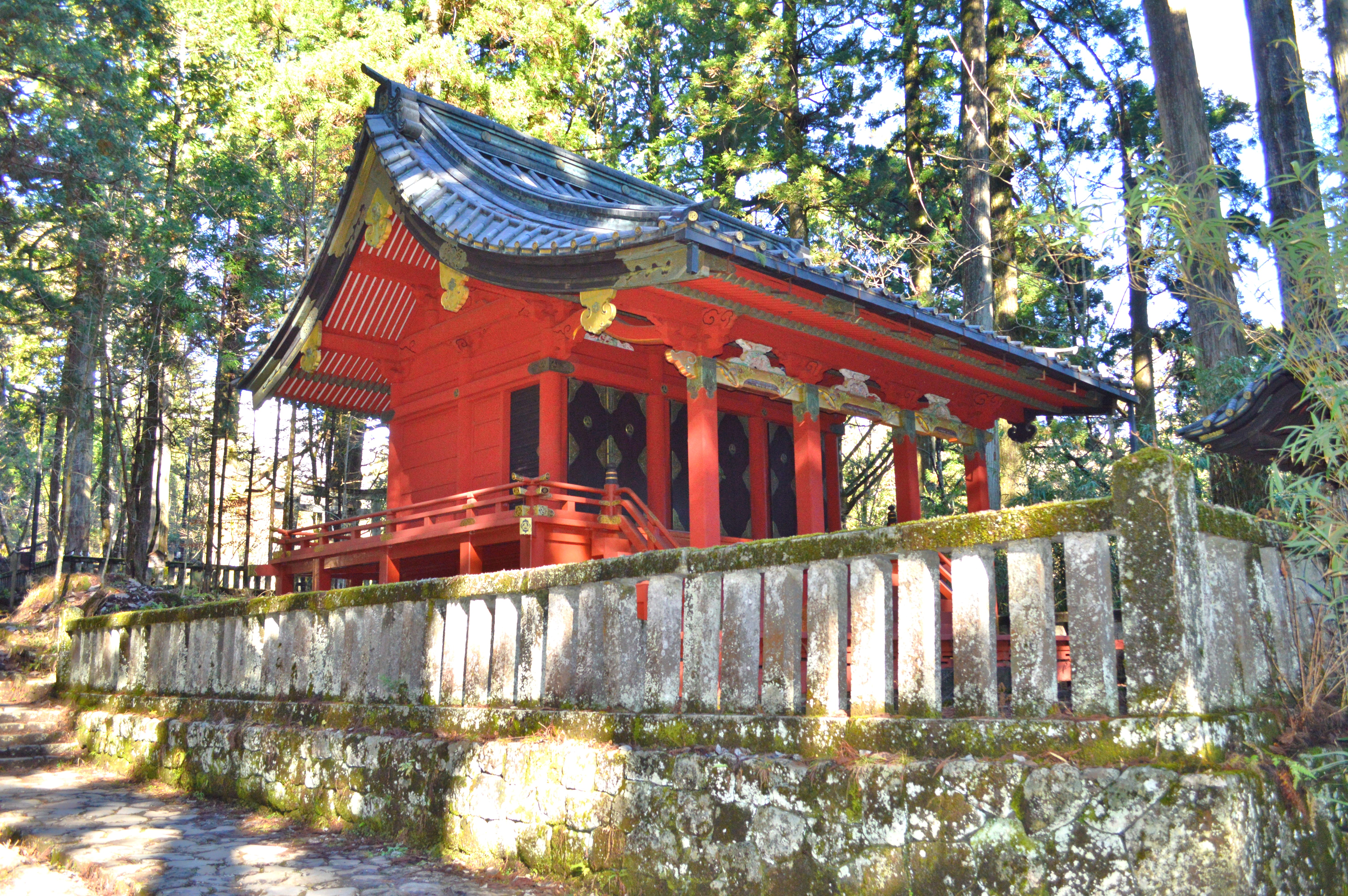
本殿（重要文化財）
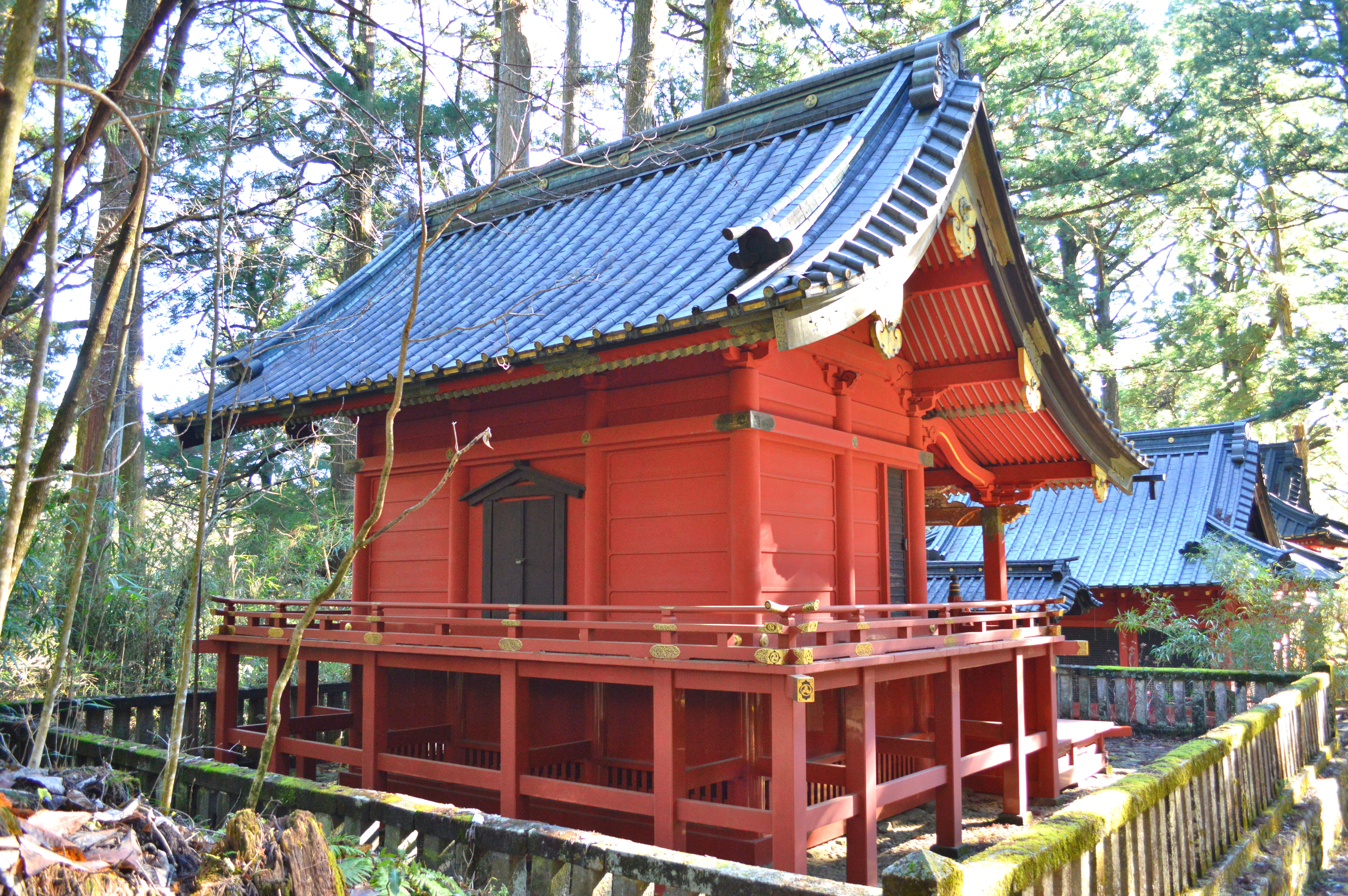
本殿背面
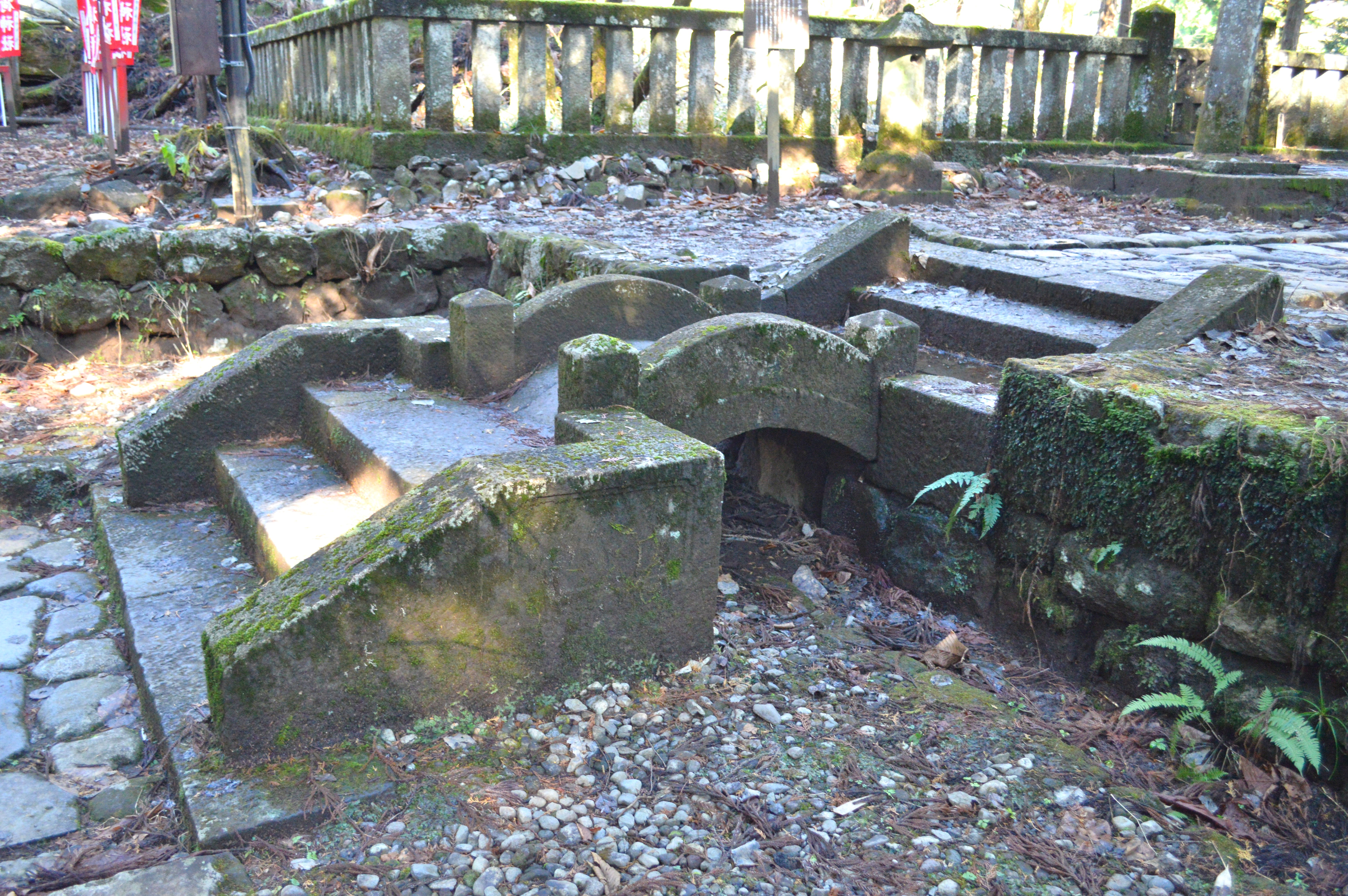
無念橋（重要文化財の附指定）
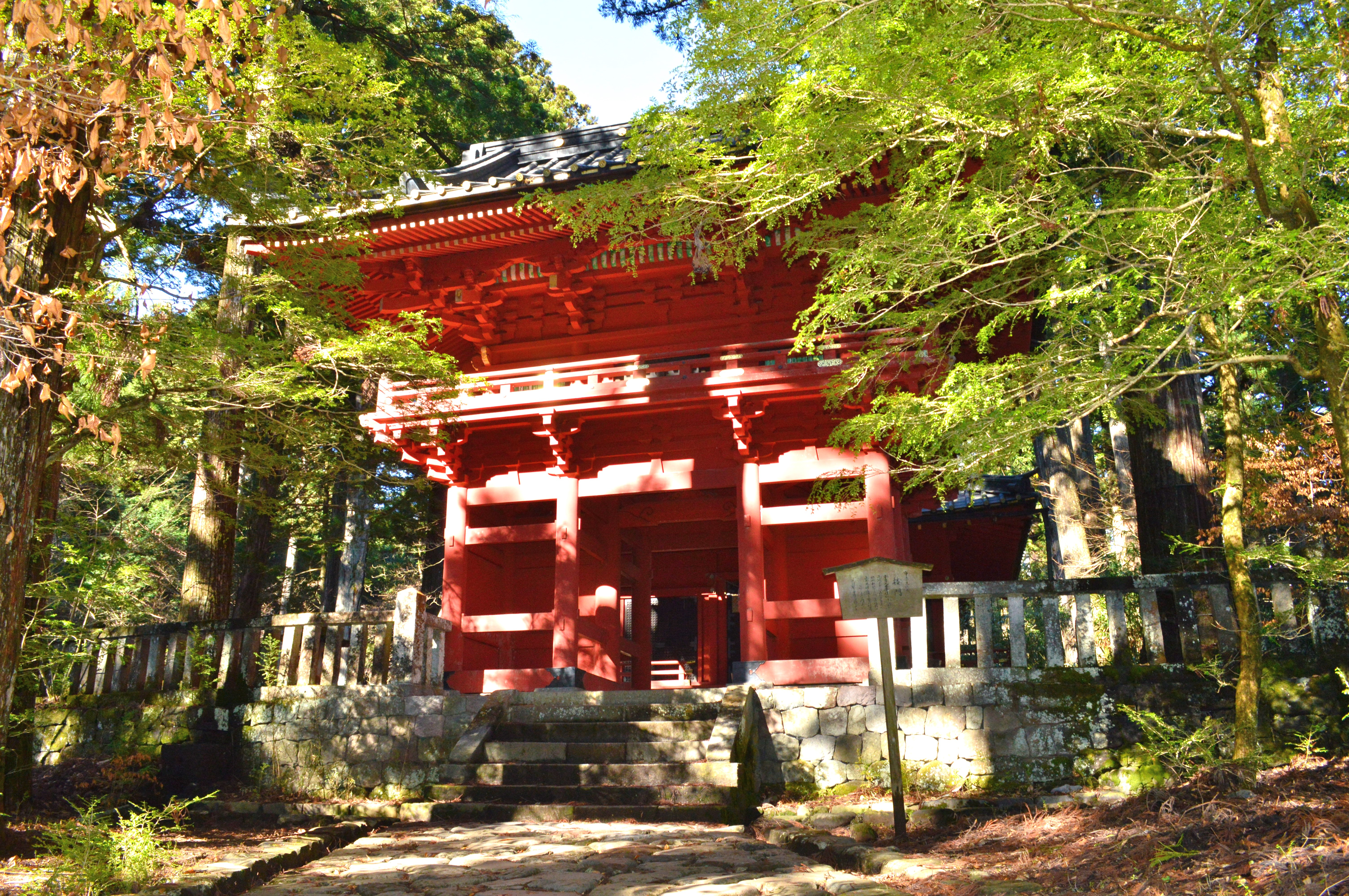
楼門（重要文化財）
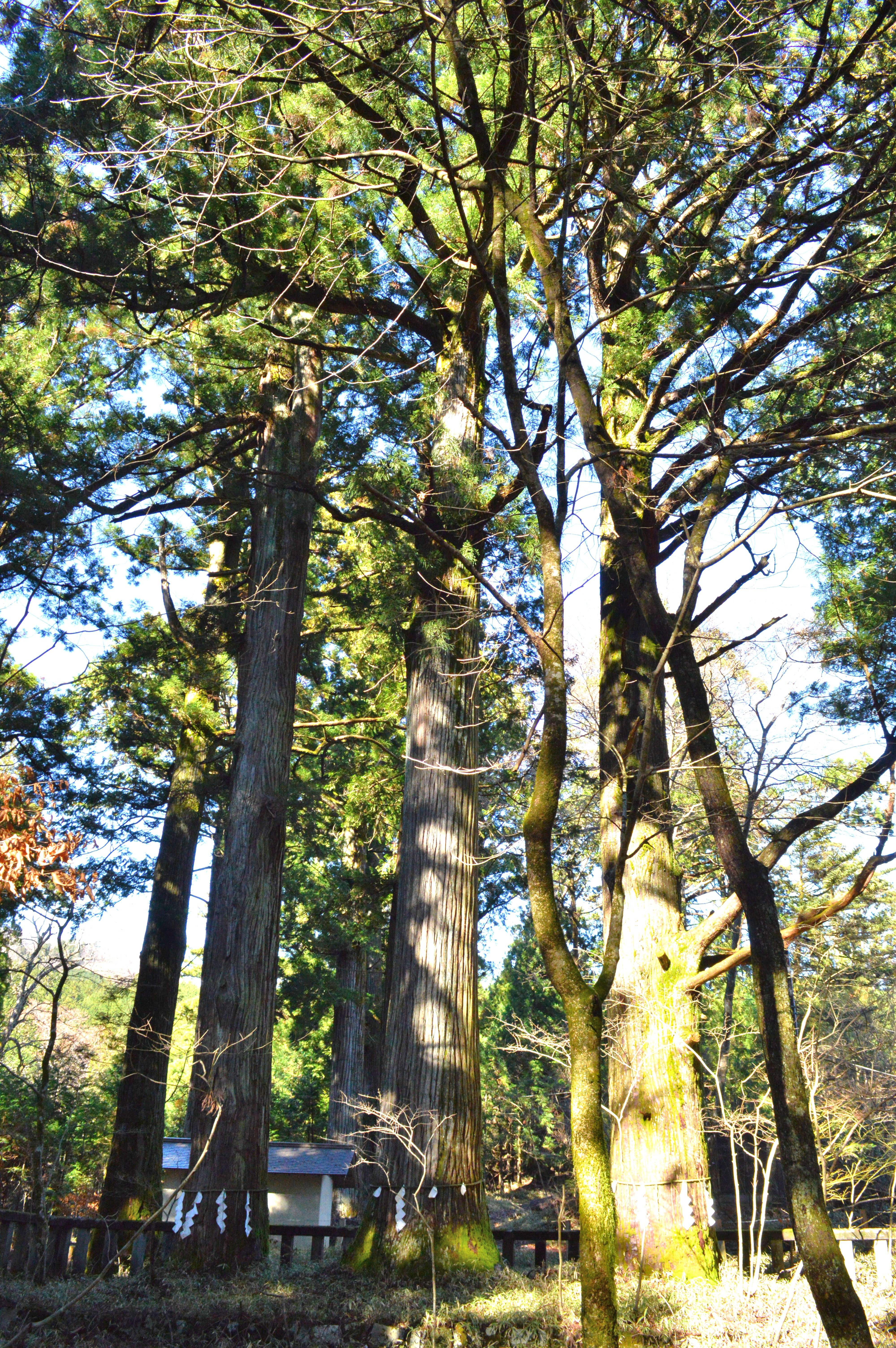
三本杉
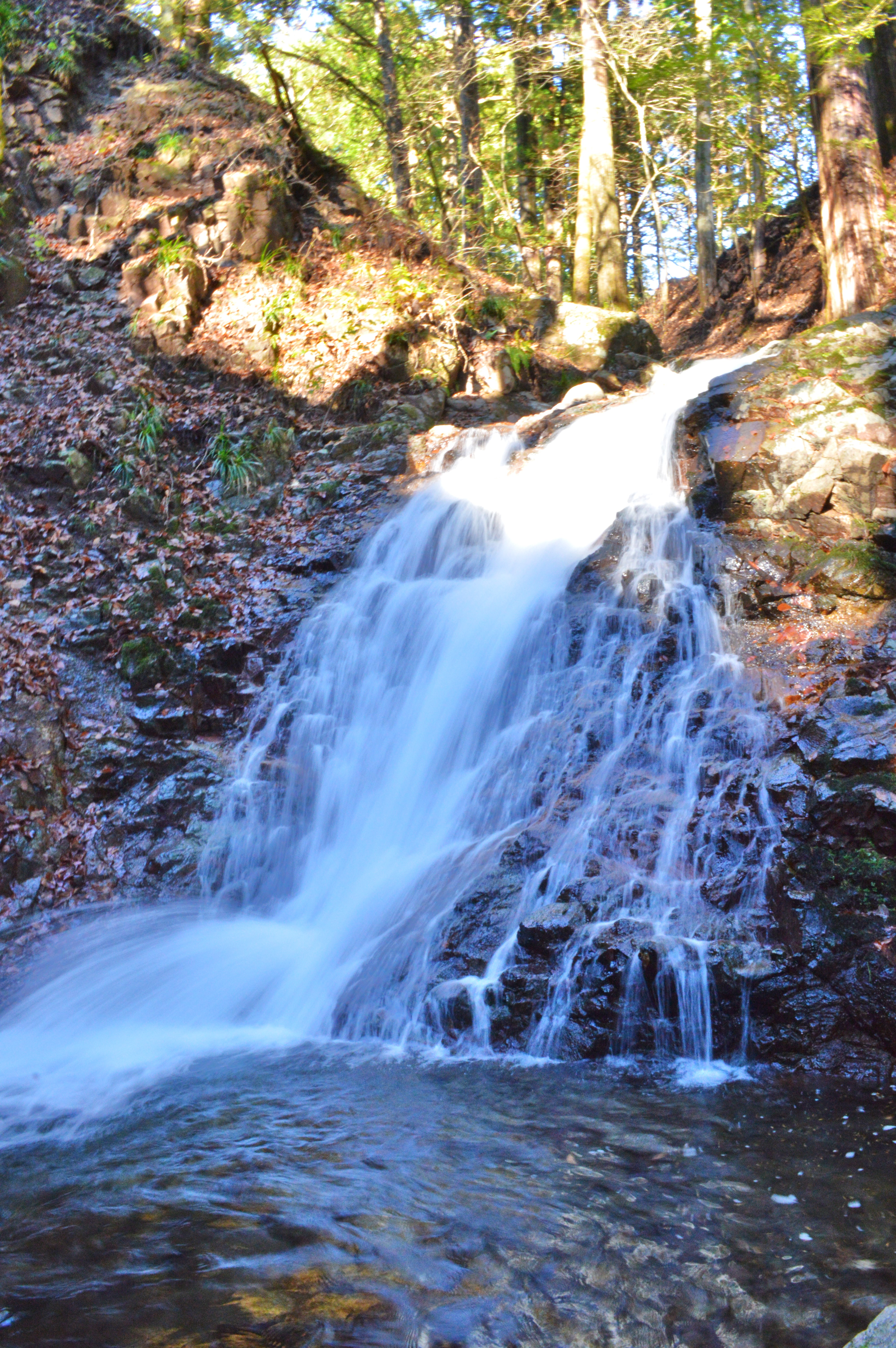
鎮座地：栃木県日光市山内（北緯36度45分55.71秒 東経139度35分30.84秒 / 北緯36.7654750度 東経139.5919000度）。「日光山内」滝尾道の北奥、白糸の滝付近。
- 祭神：田心姫命 - 女峰山祭神。
- 祭日：4月13日-17日（弥生祭）。

弘仁11年（820年）に空海が開いた。本宮神社同様、山を拝した名残りで本殿裏側には扉が設けられている。
参道には空烟地蔵、影向石が、境内には末社として滝尾稲荷神社が鎮座している。また、奥社として女峰山山頂に女峰山神社が鎮座している。

本宮神社
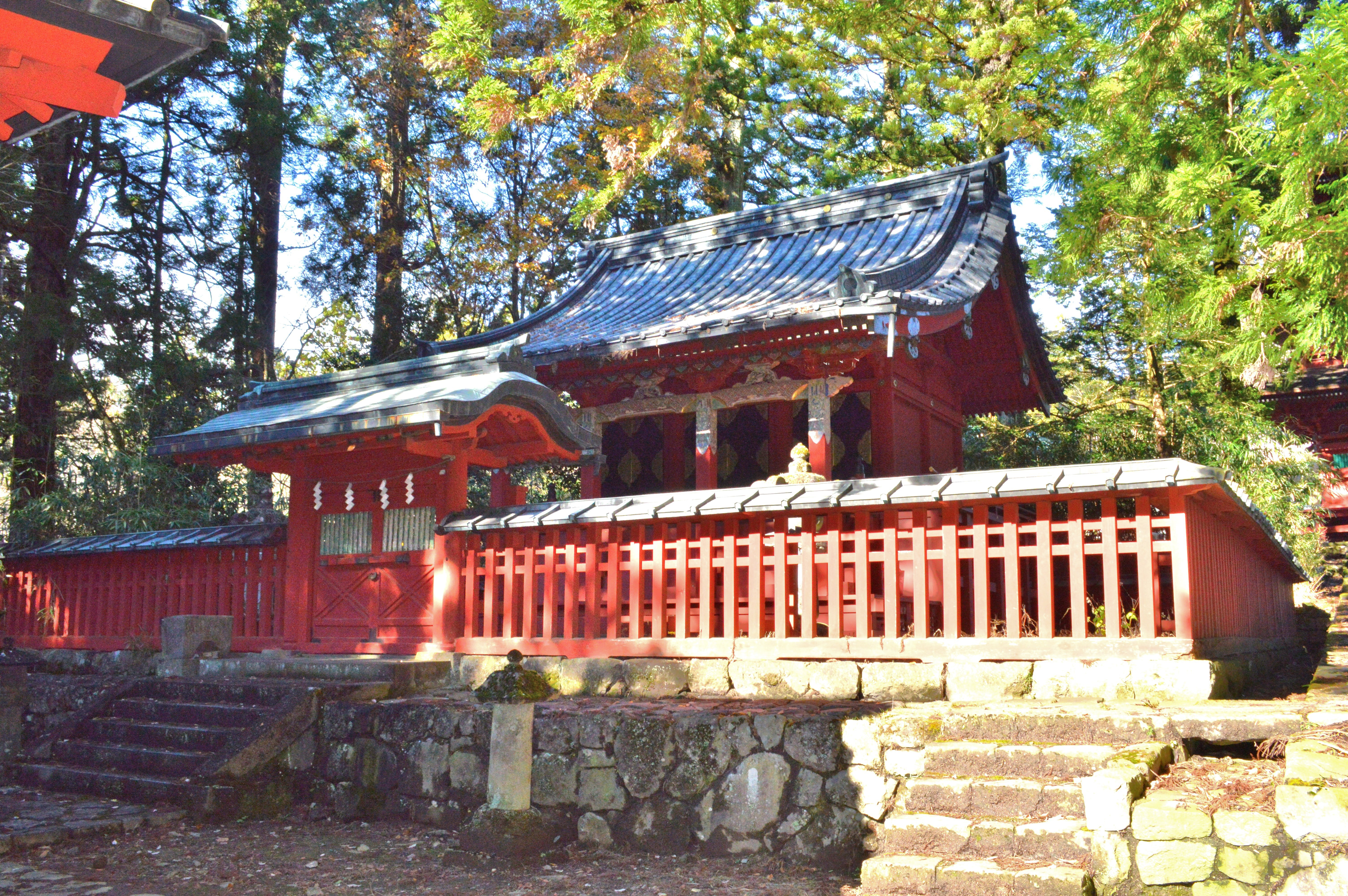
本殿、唐門、透塀（各重要文化財）
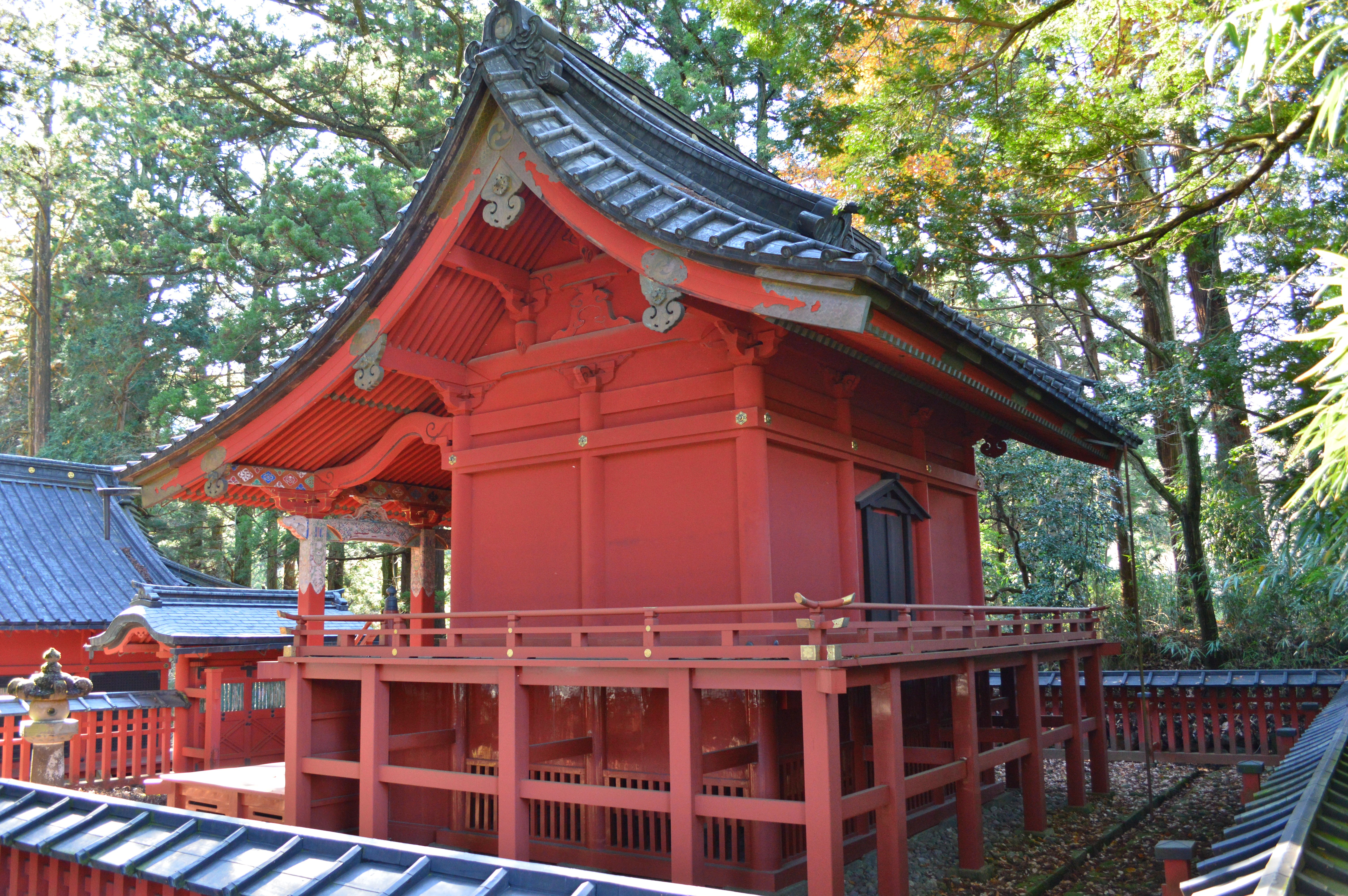
本殿背面
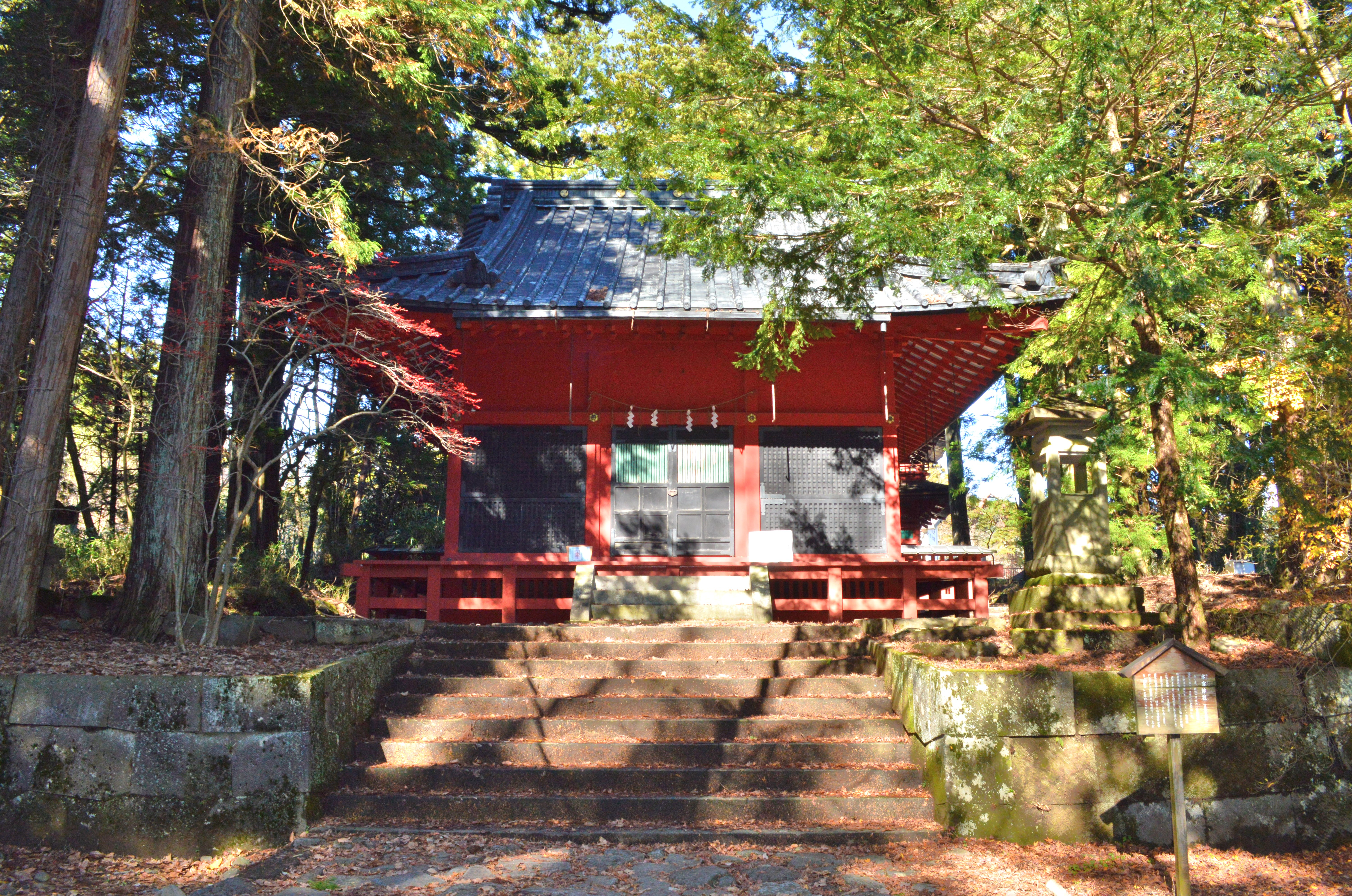
拝殿（重要文化財）

- 滝尾神社
- 本殿（重要文化財）
- 本殿背面
- 無念橋（重要文化財の附指定）
- 楼門（重要文化財）
- 三本杉
- 白糸の滝

### 本社周辺
若子神社（じゃっこじんじゃ）
- 鎮座地：栃木県日光市山内。寂光の滝付近。
- 祭神：下照姫命。
- 祭日：10月30日。

摂社。弘仁11年（820年）に空海が滝尾神社に続いてこの地で修行した。元の名は「寂光寺」または「寂光権現」であり、室町時代には七堂伽藍が立ち並び釘念仏道場として栄えた。明治に入り「若子神社」と改められた。なお、釘念仏のお札は現代では輪王寺で受けることができる。境内には寂光の滝がある。
池石（生石、いけいし）
- 鎮座地：栃木県日光市山内。本社から若子神社・寂光の滝へ向かう道の中間。

若子神社遥拝所。本社と若子神社の中間に鎮座する遥拝所（前立て）で、大きな磐座が祭られている。岩の上にある窪みの水が枯れないことからこの名前が付いた。
北野神社（きたのじんじゃ）
- 鎮座地：栃木県日光市山内。滝尾道（稲荷川に沿う道）にあり、本社と滝尾神社の中間。
- 祭神：菅原道真。
- 祭日：8月25日。

末社。寛文元年（1661年）、筑紫安楽寺の大鳥居信祐が太宰府天満宮より勧請。梅鉢の紋を掘り込んだ巨岩もある。
滝尾高徳水神社（たきのおたかとくすいじんじゃ）
- 鎮座地：栃木県日光市山内。滝尾道にあり、滝尾神社の入り口、白糸の滝のほとり。
- 祭神：罔象女大神（みづはのめのおおかみ）。
- 祭日：10月10日。

末社。通称：水神社。1979年（昭和54年）横川信夫県知事が藤原町高徳の鬼怒川沿いに丹生川上神社より勧請、1998年（平成10年）道路拡幅のため現在地に遷座。
滝尾稲荷神社（たきのおいなりじんじゃ）
- 鎮座地：栃木県日光市山内。滝尾神社の本殿裏。
- 祭神：倉稲魂神（うかのみたまのかみ、稲荷大明神）。
- 祭日：3月25日（例祭）、5月25日（講社大祭）。

末社。弘仁11年（820年）に空海が滝尾神社と共に開いた。

### 本社境内（神苑五社）

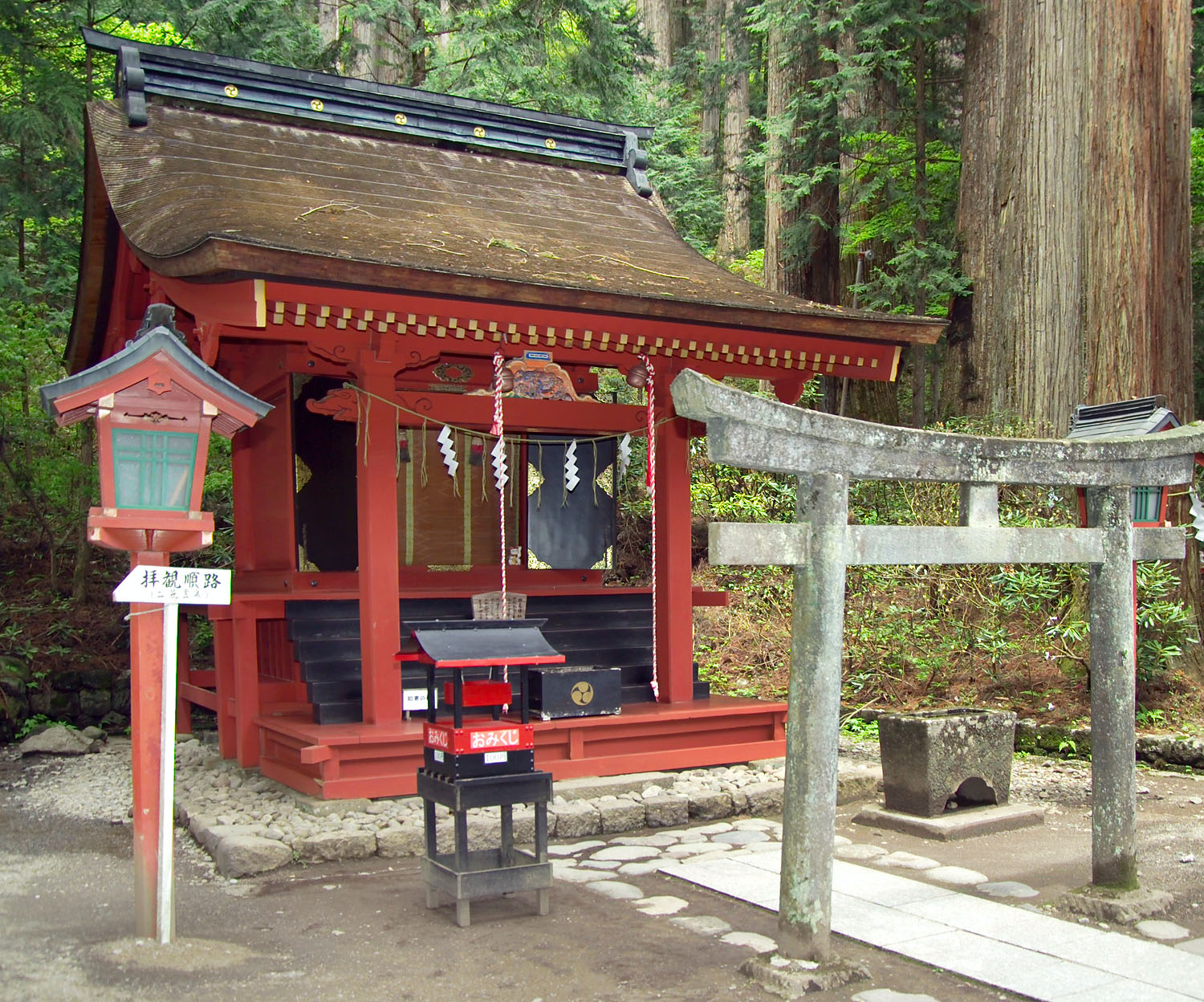
朋友神社（重要文化財）
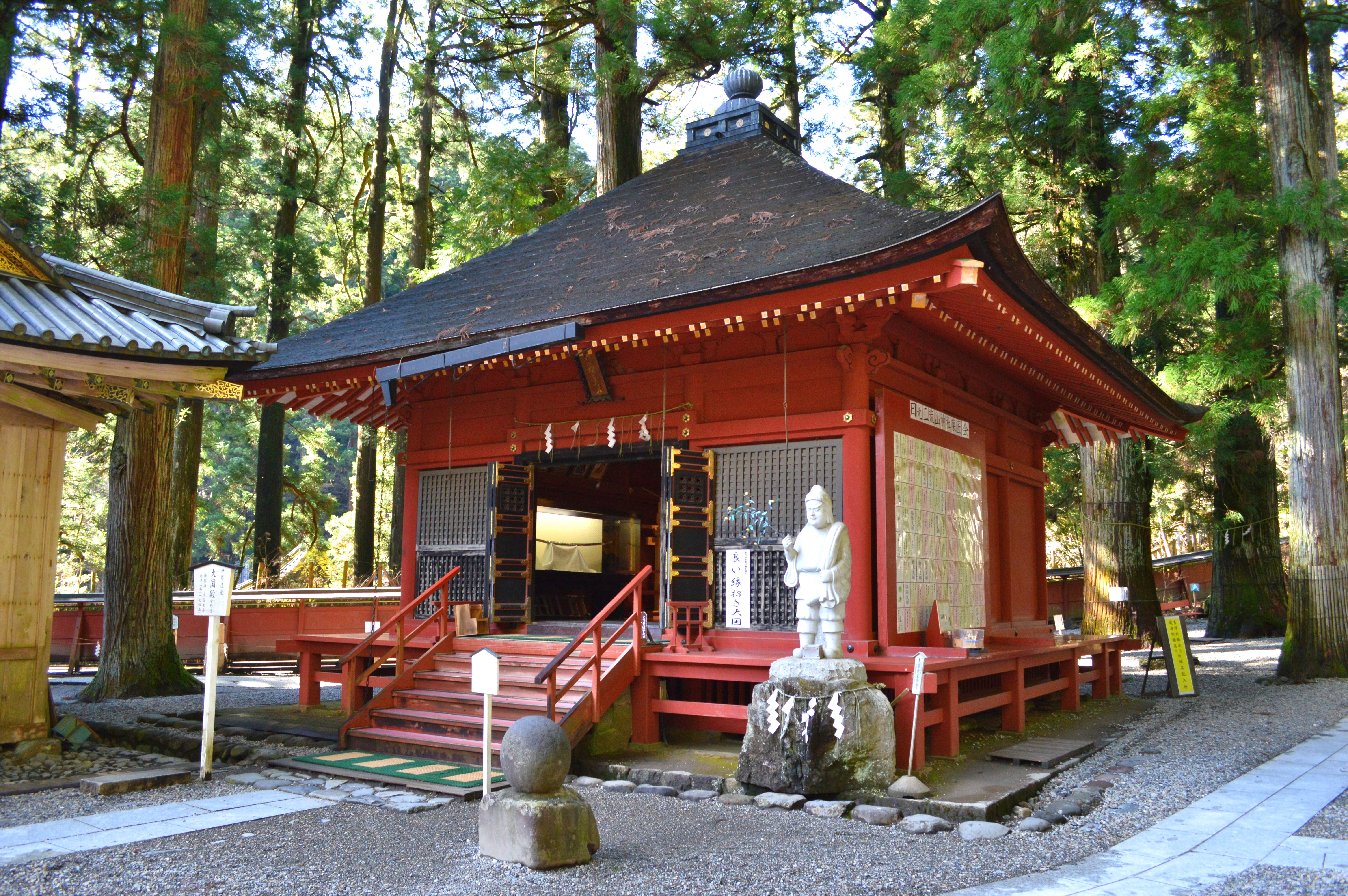
大国殿（重要文化財）
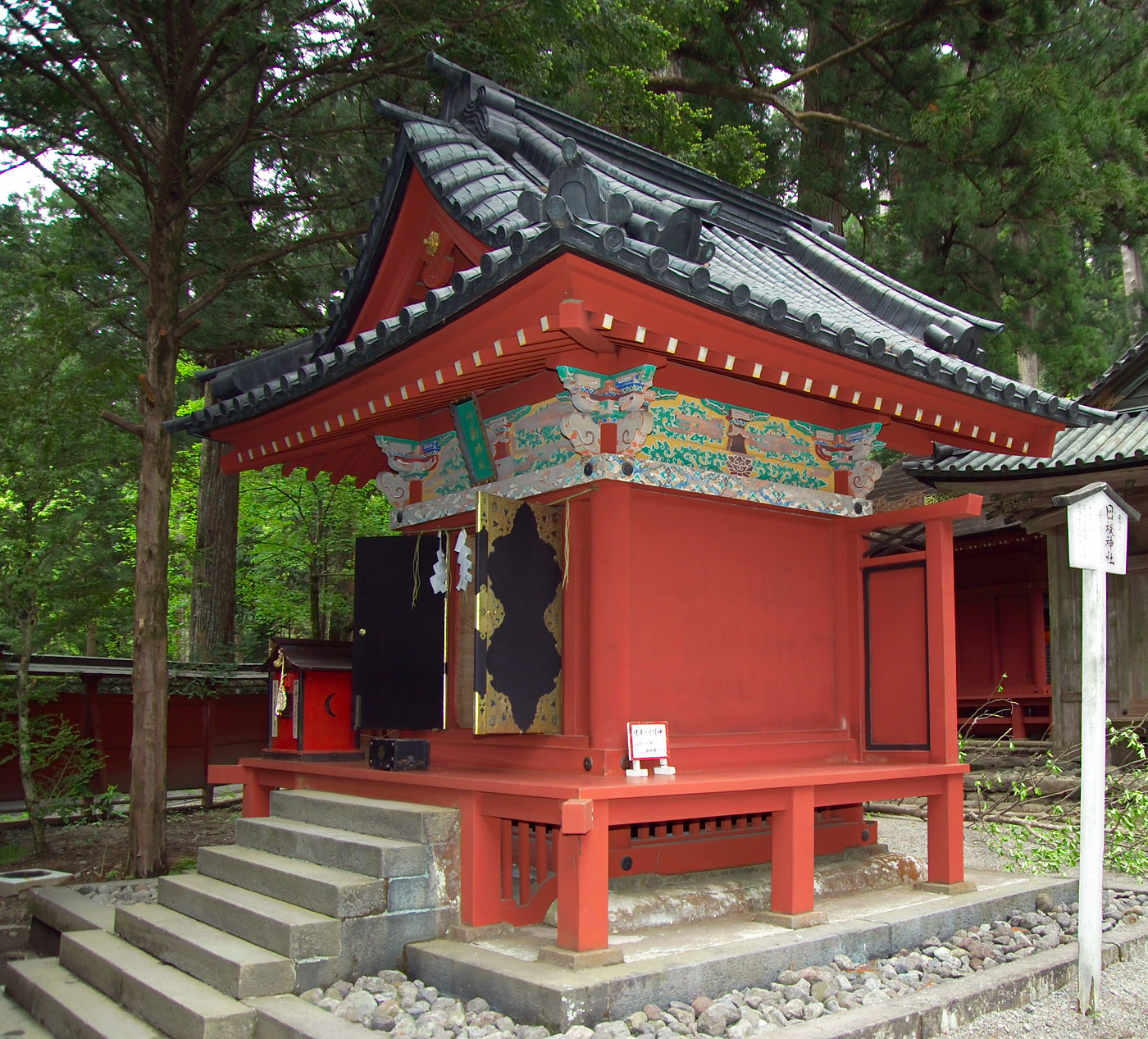
日枝神社（重要文化財）

朋友神社（みともじんじゃ）
- 祭神：少名彦名命。
- 祭日：5月15日。

末社。重要文化財。
大国殿
- 祭神：招き大国（大己貴命）。

境内社。重要文化財。延享2年（1745年）鎮座。内部には大太刀「太郎丸」が展示されている。
日枝神社（ひえじんじゃ）
- 祭神：大山咋命。

末社。重要文化財。嘉祥元年（848年）鎮座。
滝尾社遥拝所
別宮・滝尾神社の遥拝所。神苑五社には含まれない。樹齢約700年の御神木の下に石碑が祭られている。
若子神社遥拝所
摂社・若子神社の遥拝所。磐座が祭られている。
日光連山遥拝所
日光連山八峰、すなわち男体山奥宮、女峰山神社、太郎山神社、大真名子山神社、小真名子山神社、赤薙山神社、前白根山神社、奥白根山神社の遥拝所。磐座が祭られている。
- 朋友神社（重要文化財）
- 大国殿（重要文化財）
- 日枝神社（重要文化財）

### 中宮祠境内
水神碑
- 祭神：水波能売神（みづはのめのかみ）。
- 祭日：9月5日午前10時（水神祭）。

中宮祠境内・浜鳥居に鎮座。1921年（大正10年）9月28日、中宮祠渡船組合により建立。
稲荷社
- 祭神：倉稲魂神（うかのみたまのかみ、宇迦之御魂神）。
- 祭日：3月28日午後2時。

通称：中宮祠稲荷神社。中宮祠境内入り口に鎮座。文久3年（1863年）鎮座。
神宮遥拝所
伊勢神宮遥拝所。稲荷社に鎮座。
神楽殿・大国殿
- 祭神：大国様（大己貴命）。

中宮祠境内に鎮座。
中宮祠七福神
- 祭神：恵美須神、大国様、毘沙門天、辨財天、福禄寿、寿老神、布袋尊。

中宮祠境内に7体の神像が鎮座。
山霊宮（やまのみや）
- 祭神：霊峰男体山を中心に日光連山八峰に、篤い信仰を捧げた功休徳者（功績の優れ徳行のあった人々）の御霊。

中宮祠境内奥に鎮座。
山王社
- 祭神：大山咋命。

男体山登拝門をくぐってすぐに鎮座。
幸運神社
登拝門をくぐってしばらく上った先、「幸運の杜」に鎮座。
男体山奥宮遥拝所
男体山一合目に鎮座。中宮祠から登拝門をくぐり徒歩で往復10分程度。ここまでは登拝の受付は必要ない。

### 奥宮周辺
志津宮（しづみや）
- 鎮座地：栃木県日光市志津。中宮祠地内、男体山裏登山道の志津峠。
- 祭神：大己貴命・田心姫命・味耜高彦根命。
- 祭日：8月1日-17日（男体山登拝祭）。

志津峠は男体山表登山道の五合目と同じ標高であり、男体山・太郎山・大真名子山との分岐点。そのため、日光連山の中心に鎮座し、古くから修験道の拠点とされた。
滝尾神社（たきのおじんじゃ）
- 鎮座地：男体山表登山道八合目。
- 祭神：田心姫命。

通称：男体山滝尾神社。女峰山の滝尾神社の分祀。
太郎山神社（たろうさんじんじゃ）
- 鎮座地：男体山頂上、奥宮境内。
- 祭神：味耜高彦根命。

通称：男体山太郎山神社。太郎山の太郎山神社の分祀。

### 日光連山八峰
男体山奥宮を含めて日光連山八峰と呼ばれる。
女峰山神社（にょほうさんじんじゃ）
- 鎮座地：女峰山山頂。
- 祭神：田心姫命。

滝尾神社の奥社。
太郎山神社（たろうさんじんじゃ）
- 鎮座地：太郎山山頂。
- 祭神：味耜高彦根命。

大真名子山神社（おおまなこさんじんじゃ）
- 鎮座地：大真名子山山頂。
- 祭神：味耜高彦根命。

摂社。太郎山・大真名子山・小真名子山は男体山と女峰山の子として考えられていた。
小真名子山神社（こまなこさんじんじゃ）
- 鎮座地：小真名子山山頂。

赤薙山神社（あかなぎさんじんじゃ）
- 鎮座地：赤薙山山頂。
- 祭神：少彦名命。

摂社。古くはさらに奥宮も存在したが、現在は奥宮跡として残る。
前白根山神社（まえしらねさんじんじゃ）
- 鎮座地：前白根山山頂。

奥白根山神社（おくしらねさんじんじゃ）
- 鎮座地：奥白根山山頂。

## 兼務社
- 神橋周辺
  - 磐裂神社（いわさくじんじゃ） - 通称：星宮。日光東町（上中下鉢石町、御幸町、石屋町、松原町）の総鎮守。神橋の前には「磐裂の水」がある。
- 本社周辺（日光西町五社）
  - 磐裂神社（いわさくじんじゃ） - 旧村社。匠町（旧大工町、板挽町）の氏神。
  - 青龍神社（せいりゅうじんじゃ） - 旧村社。本町（旧四軒町、袋町、下本町）の氏神。
  - 八幡神社（はちまんじんじゃ） - 旧村社。本町と安川町（旧中本町、原町）の氏神。
  - 花石神社（はないしじんじゃ） - 旧村社。花石町の氏神。
  - 久次良神社（くじらじんじゃ） - 旧村社。久次良町の氏神。
- 奥日光
  - 温泉神社（おんせんじんじゃ） - 日光湯元温泉に鎮座。中宮祠が管理している。

## 神橋
参道の日光山内への入り口には、大谷川（だいやがわ）に架かる神橋（しんきょう）がある。この神橋は「日本三奇橋」の1つに数えられる。
古くは「山菅の蛇橋（やますげのじゃばし）」、または単に「山菅橋」・「蛇橋」とも称された。

### 構造
「乳の木」と呼ばれる大木を両岸の土中・岩盤中に埋め込み、両岸から斜め上向きに突き出す。そしてこの両端に橋桁を渡して橋としている。この工法は、現存する重要文化財指定の木造橋8基の中でも唯一である。
江戸時代以前は山梨県大月市の猿橋のように、橋脚を持たない刎橋の構造であったとされるが、以後は似た構造ながらも「乳の木」は石造の橋脚で支えられている。刎橋と桁橋を組み合わせた当時としては先端的な手法であり、城郭建築等に伴う土木技術の発達が背景にある。

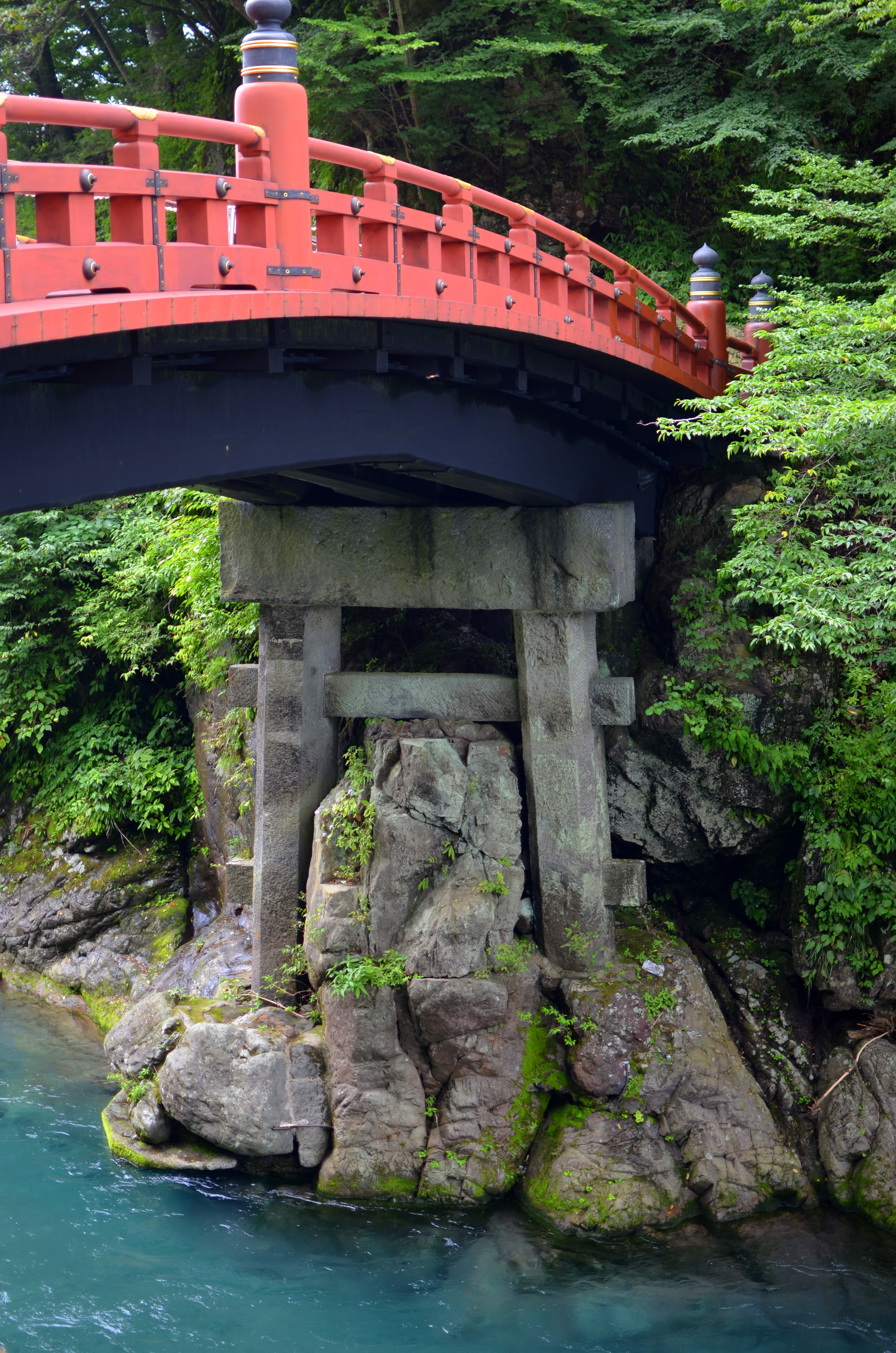
乳の木と橋脚

### 歴史
奈良時代末、勝道上人の日光開山に際して、深砂大王が2匹の大蛇をして橋となし、その上に菅が生じたとされる。橋の異称はこの伝承による。また、この伝承からこの頃に創建されたと考えられているが、詳しくはわかっていない。
室町時代の旅行記『回国雑記』や『東路の津登』に記載があり、当時には認知されていた橋であり、構造は刎橋であったと考えられている。
東照宮造営と同時に架け替えられ、それ以前の刎橋の構造から、現在の石造橋脚を有する構造となった（当時は素木造）。これ以後一般の通行は禁じられ、架け替えの際に下流側に設けられていた仮橋を一般の橋「日光橋」とした。
以後10年-20年の周期で修復等が行われ、寛政4年（1792年）以後は塗装がなされるようになった。
1902年（明治35年）の足尾台風による洪水で流失したため、現在の橋は1904年（明治37年）の再建。1944年（昭和19年）に国の重要文化財に指定された。
神橋の入り口に「大風鈴神橋」という陶器製の風鈴が飾られ、2017年7月28日に除幕された。長さ、直径ともに34cm、重さ5.5kgである。

## 主な祭事
- 武射祭・蟇目式（ひきめしき）神事 （1月4日）
- 開山祭 （5月5日）
- 弥生祭 （4月13日 - 4月17日。4月17日の例祭を含む）
- 登拝祭 （7月30日 - 8月8日）
- 日光連山登拝祭 （8月下旬）
- 仲秋登拝祭 （9月21日）
- 閉山祭 （10月25日）

## 文化財

### 国宝
- 小太刀 銘来国俊・黒漆蛭巻太刀拵（工芸品）
鎌倉時代の作。昭和32年2月19日指定[17]。
- 大太刀　銘備州長船倫光貞治五年二月日 附:野太刀拵（工芸品）
南北朝時代、1366年（貞治5年）の作。昭和28年3月31日指定[18]。

### 重要文化財（国指定）

#### 建造物
（指定年月日注記のないものは昭和19年9月5日指定）
- 本社 11棟
  - 本殿 - 明治41年8月1日指定。
  - 唐門
  - 掖門及び透塀 2棟
  - 拝殿 - 明治41年8月1日指定。
  - 鳥居（銅製） - 寛政11年（1799年）銘
  - 神輿舎 - 昭和48年6月2日指定。
  - 大国殿 - 昭和48年6月2日指定。
  - 末社朋友神社本殿 - 昭和48年6月2日指定。
  - 末社日枝神社本殿 - 昭和48年6月2日指定。
  - 神橋
- 別宮滝尾神社 7棟
  - 本殿
  - 唐門（附 石玉垣）
  - 拝殿
  - 楼門
  - 鳥居（石造、社殿正面）
  - 鳥居（石造、神木三本杉前）
  - 鳥居（石造、霊石子種石前）
  - （以下は別宮滝尾神社の附指定）
    - 参道（楼門より三本杉に至る）
    - 石橋及び石柵
    - 石燈籠 5基
- 別宮本宮神社 5棟
  - 本殿
  - 唐門及び透塀 2棟
  - 拝殿 - 昭和48年6月2日指定。
  - 鳥居（石造） - 昭和48年6月2日指定。
- 中宮祠 7棟
  - 本殿
  - 拝殿
  - 中門（唐門）
  - 掖門及び透塀 2棟
  - 鳥居（浜鳥居、銅製） - 南口。
  - 鳥居（銅製） - 登拝口。
  - （以下は中宮祠の附指定）
    - 銅燈籠 2基

上記のうち、本社本殿と拝殿の2棟は明治41年（1908年）8月1日、当時の古社寺保存法に基づき特別保護建造物に指定。昭和19年（1944年）9月5日に本社唐門・掖門・透塀・鳥居、神橋、別宮滝尾神社（7棟）、別宮本宮神社本殿・唐門・透塀、中宮祠（7棟）の計22棟が追加指定された。神輿舎、大国殿、末社朋友神社本殿、末社日枝神社本殿、別宮本宮神社拝殿、別宮本宮神社鳥居の6棟は昭和48年（1973年）6月2日、既指定の24棟とは別件で重要文化財に指定された。

#### 美術工芸品

男体山頂遺跡出土品
（国の重要文化財）東京国立博物館展示。

- 金銅装神輿 3基、金銅装唐鞍 3具、祭礼武器類（金銅装蛭巻薙刀拵・薙刀（無銘）3口、金銅装黒漆薙刀拵・薙刀（無銘）2口） - 神輿は昭和34年12月18日指定、唐鞍は昭和53年6月15日追加指定[21]。祭礼武器類は平成30年10月31日追加指定[22][23]。
- 金銅沃懸地太刀 中身無銘 - 大正11年4月13日指定。
- 三鈷柄剣 - 昭和47年5月30日指定。
- 山金造波文蛭巻大太刀（中身無銘、号 祢々切丸太刀）・山金造黒漆蛭巻大太刀（中身無銘、号 柏太刀） - 昭和42年6月15日指定。
- 太刀 銘遠近、附 黒漆太刀鞘 - 明治45年2月8日指定、附の鞘は昭和59年6月6日追加指定。
- 太刀 銘吉平 - 大正7年4月8日指定。
- 太刀 銘備州住兼重作 - 明治45年2月8日指定。
- 太刀 銘備州長船康光応永廿二二年二月日 - 大正7年4月8日指定。
- 太刀 銘豊後国行平作、附 黒漆太刀拵 - 明治45年2月8日指定、附の拵は昭和43年4月25日追加指定。
- 太刀 銘来国光 - 大正14年4月24日指定。
- 大太刀 無銘・金銅蛭巻兵庫鎖太刀拵（号 瀬登太刀） - 昭和34年12月18日指定[24]。
- 銅燈籠（正応五年銘） - 大正3年8月25日指定。
- 後撰和歌集 - 昭和27年3月29日指定。
- 下野国男体山頂出土品 一括（明細は後出） - 昭和28年11月14日指定、昭和51年6月5日追加指定[25]。

典拠：2000年（平成12年）までに指定の国宝・重要文化財については、『国宝・重要文化財大全 別巻』（所有者別総合目録・名称総索引・統計資料）（毎日新聞社、2000）による。 

### 国の史跡
- 日光山内 - 二荒山神社を含む寺社を包括。平成10年5月14日指定。

### 栃木県指定文化財
- 有形文化財
  - 州浜松竹双鶴鏡（工芸品） - 昭和51年8月27日指定。
  - 胡蝶双鳥鏡（工芸品） - 昭和51年8月27日指定。
  - 御神馬用馬具（工芸品） - 昭和51年8月27日指定。
  - 太刀 銘重次（工芸品） - 昭和51年8月27日指定。
  - 太刀 銘国定（工芸品） - 昭和51年8月27日指定。
  - 太刀 銘行次（工芸品） - 昭和51年8月27日指定。
  - 太刀 銘景秀（工芸品） - 昭和51年8月27日指定。
  - 刀 銘肥前国住近江大掾藤原忠廣（工芸品） - 昭和51年8月27日指定。
  - 木造仮面（工芸品） - 平成8年8月20日指定。
  - 刀 銘（表）河内大掾藤原国定・（裏）奥州会津住（工芸品） - 平成15年2月14日指定。
  - 太刀 無銘（工芸品） - 平成15年2月14日指定。
  - 黒漆革蛭巻太刀拵（工芸品） - 平成15年2月14日指定。
  - 太刀 無銘、黒漆革蛭巻鱗文付太刀拵（工芸品） - 平成19年8月28日指定。
  - 大太刀 無銘、号 太郎丸（工芸品） - 平成22年2月9日指定。
- 天然記念物
  - 中宮祠のイチイ - 昭和44年10月11日指定。

### 日光市指定文化財
- 有形民俗文化財
  - 巫女石[26]
- 史跡
  - 末社北野神社石造群

### その他
- 世界文化遺産 「日光の社寺」
  - 対象：重要文化財指定の建造物に同じ（中宮祠周辺を除く） - 全23棟。

## 登場作品
- 『日光山縁起』「神戦譚」
室町時代後期成立とされる日光の神々についての縁起。上下二巻。男体山・赤城山に関する伝説で、男体山（栃木県）の神と赤城山（群馬県）の神がそれぞれ大蛇と大ムカデになって戦い、男体山の神が勝利をおさめたという[27]。伝説に関して「赤沼」「戦場ヶ原」といった地名が現在も残る。
- SHODO 勝道上人伝
巻来功士の漫画作品。

## 現地情報
所在地
- 本社：栃木県日光市山内2307
- 中宮祠：栃木県日光市中宮祠2484
- 奥宮：栃木県日光市中宮祠二荒山

付属施設
- 日光二荒山神社宝物館
  - 中宮祠に所在。刀剣等、当社の宝物を展示する。
  - 開館時間：8:00-17:00（4月-10月）、9:00-16:00（11月-3月）

交通アクセス
- 本社まで
  - 東日本旅客鉄道（JR東日本）日光線 日光駅または東武鉄道日光線 東武日光駅から
    - 徒歩：約35分
    - バス
      - 東武バス（世界遺産めぐり）で「大猷院二荒山神社前」バス停下車 （下車後徒歩すぐ）
      - 東武バス（中禅寺温泉行き・湯元温泉行き・奥細尾行き）で「西参道」バス停下車 （下車後徒歩約8分）

  - 駐車場：有り
- 中宮祠まで
  - バス：東武バス（湯元温泉行き）で、「二荒山神社前」バス停下車 （下車後徒歩すぐ）
- 奥宮まで
  - 「男体山#登山」を参照。